# Poaceae
Las poáceas (Poaceae) o gramíneas son una familia de plantas herbáceas, o muy raramente leñosas, perteneciente al orden Poales de las monocotiledóneas. Con más de 820 géneros y cerca de 12 100 especies descritas, las gramíneas son la cuarta familia con mayor riqueza de especies después de las compuestas, las orquídeas y las leguminosas; pero, definitivamente, es la primera en importancia económica mundial. De hecho, la mayor parte de la dieta de los seres humanos proviene de las gramíneas, tanto en forma directa —granos de cereales y sus derivados, como harinas y aceites— o indirecta —carne, leche y huevos que provienen del ganado y las aves de corral que se alimentan de pastos o granos—. Es una familia cosmopolita, que ha conquistado la mayoría de los nichos ecológicos del planeta, desde las zonas desérticas hasta los ecosistemas de agua salada, y desde las zonas deprimidas y anegadizas hasta los sistemas montañosos más altos. Esta incomparable capacidad de adaptación está sustentada en una enorme diversidad morfológica, fisiológica y reproductiva y en varias asociaciones mutualísticas con otros organismos, que convierten a las gramíneas en una fascinante familia, no solo por su importancia económica, sino también por su relevancia biológica.
Entre las especies más destacadas están la caña de azúcar, el trigo, el arroz, el maíz, el sorgo, la cebada, la avena, el centeno o el bambú.

## Fenología

Diagrama de una gramínea típica

### Hábito de crecimiento
En general son hierbas, si bien pueden ser leñosas —como los bambúes tropicales—, cespitosas, rizomatosas o estoloníferas. Por la duración de su ciclo de vida pueden ser anuales, bienal o perennes. Las gramíneas anuales, como es lógico suponer, se reproducen una sola vez durante su ciclo vital —el caso del trigo o de la avena, por ejemplo—. Las especies perennes, en cambio, pueden reproducirse varias veces —en general anualmente— o una sola vez. En el primer caso se denominan iteróparas —la mayoría de las especies de pastos, por ejemplo— y, en el segundo caso, semélparas —como es el caso de las diferentes especies bambúes—.

### Tallo
Tienen tallos cilíndricos a elípticos en su sección transversal, articulados, llamados ordinariamente cañas, en general con nudos macizos y entrenudos huecos (pero pueden ser totalmente macizos como en el caso del maíz y algunos bambúes). Los nudos son algo más gruesos que los entrenudos y en ellos nacen las hojas y las yemas. Los entrenudos son a veces algo achatados en la zona donde se desarrollan las ramificaciones. Un poco más arriba del nudo existe un meristema intercalar en forma de anillo que determina el alargamiento del tallo. En algunos géneros existen de dos a seis nudos muy próximos entre sí (los cuales se denominan nudos compuestos), cada uno de los cuales lleva su correspondiente hoja. En Cynodon dactylon, por ejemplo, los nudos están en grupos de a dos por lo que las hojas parecen opuestas. En general los entrenudos basales son más cortos que los superiores; cuando hay varios nudos basales muy próximos, las hojas parecen arrosetadas, es decir, se disponen de forma tal que simulan formar una roseta basal de hojas. Los principales tipos de tallos en las gramíneas son los siguientes:
- Tallos aéreos:
  - Tallos erectos o ascendentes: generalmente con entrenudos cortos en la base y gradualmente más largos hacia el ápice. Pueden ser simples o ramificados.
  - Tallos rastreros: que crecen recostados sobre el suelo, arraigando en los nudos; frecuentemente presentan nudos compuestos, como en Stenotaphrum y Cynodon. Cuando los tallos rastreros originan nuevas plantas en cada nudo se denominan estolones.
  - Tallos flotantes: los cuales flotan en el agua gracias a los entrenudos huecos o a la presencia de aerénquima.
- Tallos subterráneos:
  - Rizomas: existen dos tipos de rizomas en las gramíneas. Un primer tipo de rizomas cortos y encorvados, de crecimiento definido, que generan nuevas plantas junto a la mata original contribuyendo a aumentar su diámetro, como por ejemplo en Arundo donax y Spartina densiflora. El otro tipo de rizoma es largo, de crecimiento indefinido que propaga la planta a cierta distancia de la mata original. Ejemplos de este segundo tipo son Sorghum halepense y Panicum racemosum.
  - Pseudobulbos: son engrosamientos de los entrenudos basales envueltos por sus vainas foliares. Son poco frecuentes en las gramíneas, algunos ejemplos son Amphibromus scabrivalvis y Phalaris tuberosa.[4][5]

### Hojas
Poseen hojas de disposición alterna, dísticas, compuestas típicamente de vaina, lígula y limbo. La vaina rodea apretadamente al tallo, sus márgenes se superponen, pero no se fusionan entre sí (solo ocasionalmente pueden ser encontradas formando un tubo). La lígula es un pequeño apéndice membranoso, o raramente un grupo de pelos (tricomas), situado en la zona de unión del limbo con la vaina, en la parte adaxial. El limbo (o lámina) es simple, usualmente lineal, con nerviación paralela. Puede ser aplanado o a veces enrollado en un tubo, puede ser continuo con la vaina o poseer pecíolo. Además de esta descripción, es necesario abordar la variabilidad que se puede hallar para cada uno de estos órganos:

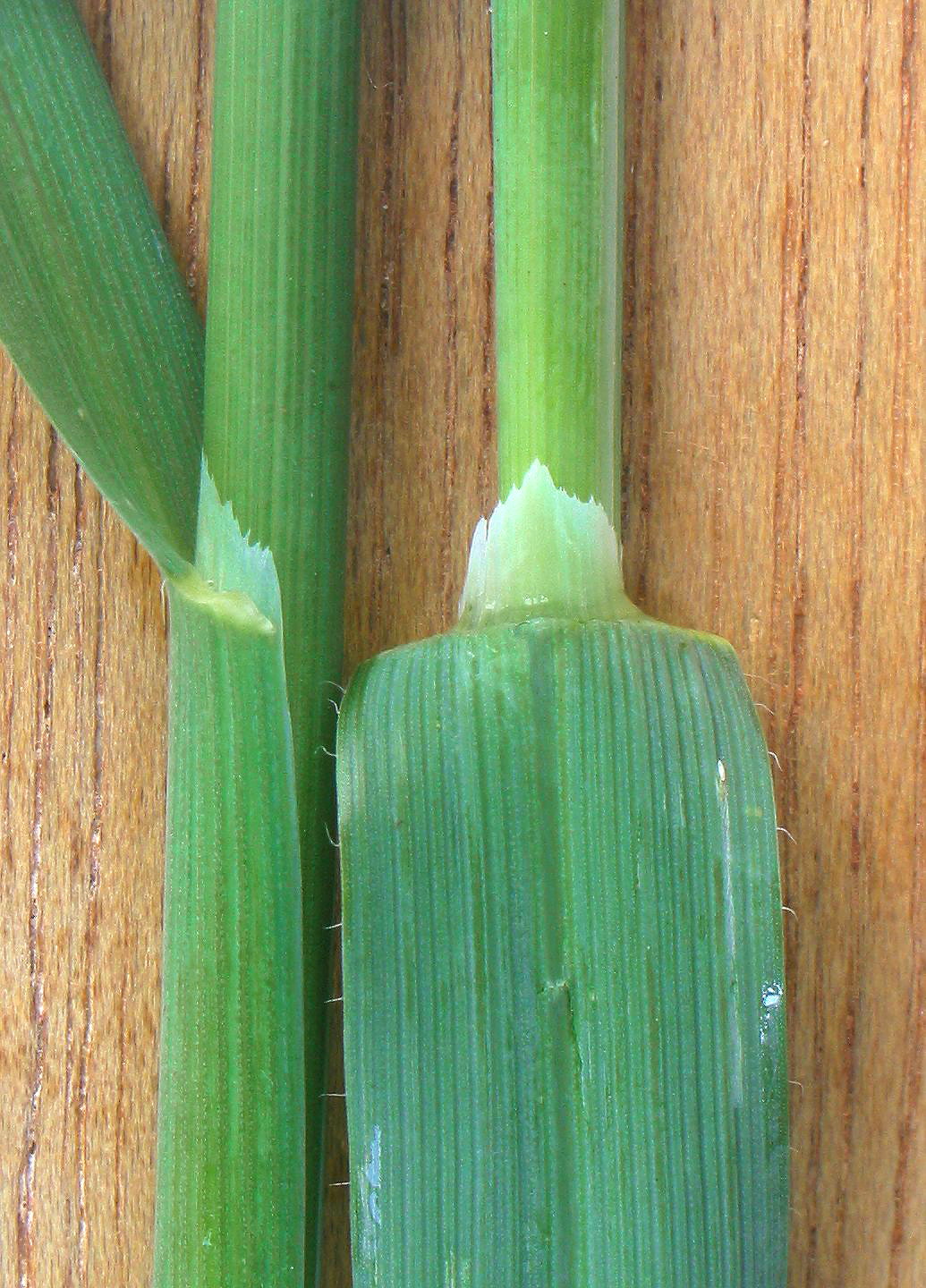
Lígula membranosa en avena (Avena sativa).

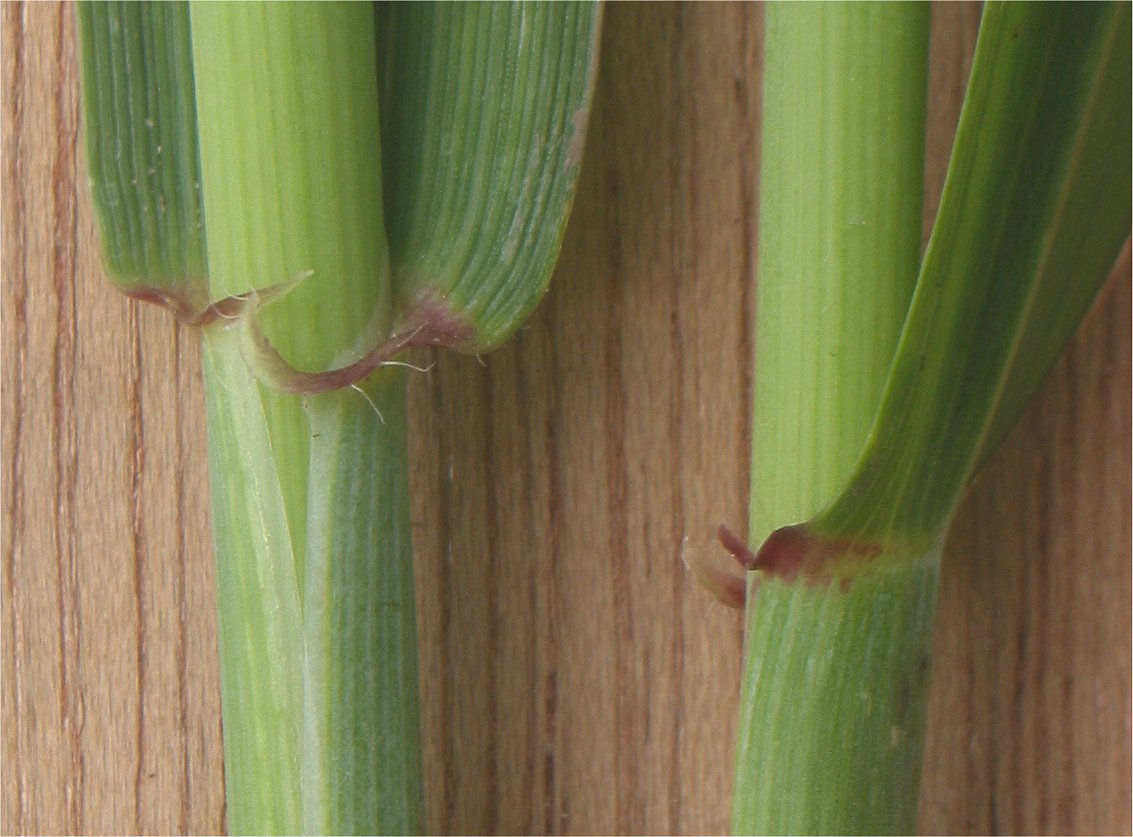
Aurículas en trigo (Triticum aestivum).

- Profilo: es la primera hoja de cada innovación, generalmente está reducida a una vaina membranosa, con dos carenas conspicuas, sin lígula ni lámina, que protege a la innovación.
- Vaina: la vaina nace en un nudo y envuelve a la caña, pudiendo ser más corta o más larga que el entrenudo. Frecuentemente la vaina está hendida hasta la base, si bien sus bordes se superponen enrollándose alrededor de la caña, pero en muchas especies está parcial o totalmente soldada por sus bordes (ejemplo, en Bromus) e incluso la lígula puede formar un anillo continuo alrededor de la caña, como ocurre en Melica y en algunas especies de Poa. Los nervios de la vaina son numerosos y uniformes, si bien en especies con cañas comprimidas las vainas pueden presentar una quilla conspicua.
- Lígula: generalmente membranosa, pero en algunas tribus, por ejemplo en las Eragrostídeas, Arundinóideas y Panicóideas, está formada por una banda de pelos o cilios, o bien no existe. En algunos géneros de Tritíceas y Festúceas a los costados de la lígula hay dos aurículas que abrazan a la caña.
- Pseudopecíolo: en muchas Bambúseas existe una contracción entre la lámina y la vaina que semeja un pecíolo; frecuentemente este pseudopecíolo está articulado con la lámina y es persistente. También hay pseudopecíolos en el género Pharus y en Setaria palmifolia.
- Lámina: usualmente la lámina es linear o lanceolada, entera en el margen y con nervios paralelos. En los géneros tropicales aparecen láminas oblongas, e incluso anchamente elípticas, como en Pharus y Olyra. La lámina de Neurolepis (Bambusoideae) puede tener hasta 4 metros de largo. Cuando las láminas son anchas y planas, como en Zea y en Sorghum,  hay un nervio central conspicuo. En cambio en las hojas lineares, estrechas, los nervios son más o menos iguales entre sí. En estos casos suele haber láminas que se pliegan longitudinalmente (se dicen conduplicadas) o que se enroscan (convolutas). Esta característica se aprecia perfectamente en la primera prefoliación. Permite, además, identificar a ciertas especies. Por ejemplo, las hojas conduplicadas son típicas de Stenotaphrum secundatum, Bromus brevis, Dactylis glomerata, Axonopus compressus, Poa lanuginosa, entre otras. Las hojas convolutas se pueden apreciar en Lolium multiflorum, Bromus unioloides, Paspalum dilatatum, entre varios otros ejemplos. En algunos casos la lámina se modifica haciéndose gruesa y subulada, como en Sporobolus rigens.
- Epidermis: los caracteres epidérmicos de la hoja y de las brácteas de las gramíneas tienen gran importancia en sistemática y con frecuencia sirven para diferenciar determinadas subfamilias o tribus. En general, la disposición de las células epidérmicas es diferente en las caras superior e inferior de la lámina. También es distinta la disposición sobre los haces vasculares (se llaman zonas costales) y entre dichos haces (zonas intercostales). Las células de la epidermis de las gramíneas se pueden agrupar en 5 categorías distintivas:
  - Células silíceas, no poseen coloración, se reconocen por su refringencia o brillo particular, ya que refractan la luz de un modo diferente al resto de las células epidérmicas debido a que poseen el lumen (el interior de la célula) ocupado por sílice. Pueden ser redondas, alargadas longitudinalmente, en forma de hacha de doble filo, en forma de tibia o contraídas en su parte central.
  - Células suberosas, son células cortas, muertas a la madurez, con la pared celular suberificada.
  - Células exodérmicas que comprenden los elementos que sobresalen de la superficie de la epidermis, los que incluyen: pelos unicelulares, bicelulares o pluricelulares; pelos capitados, pelos rígidos y punzantes (aguijones) más o menos silicificados y papilas (células con prominencias cónicas) muy cortas.
  - Estomas, formados por dos tipos de células: las células oclusivas o de cierre, en forma de tibia, alargadas y engrosadas en sus extremos, las cuales rodean al orificio por donde se realiza el intercambio gaseoso o poro estomático, y las células anexas, semilunares, rectangulares o trapezoidales.
  - Células largas con paredes lisas u onduladas y células buliformes incoloras que forman bandas en el fondo de surcos sobre la cara superior de la lámina. Ciertos elementos epidérmicos son comunes a todas las Gramíneas, como las células largas, las suberosas, los pelos unicelulares y los aguijones. Otros son característicos y particulares de ciertos grupos.
- Anatomía foliar: la anatomía de la hoja de las gramíneas tiene gran importancia en sistemática. Existen dos tipos de anatomía extremas:
  - Tipo Festucoide, con la vaina exterior de los haces vasculares (llamada vaina parenquimática) poco diferenciada, con cloroplastos, y la vaina interior (denominada vaina mestomática) bien desarrollada y fuertemente engrosada, sin clorofila; además el clorénquima está formado por células sin invaginaciones o lóbulos, no está ordenado en ninguna forma particular. El parénquima incoloro no está presente. Este tipo de anatomía es la típica de las Festúceas y ciertas tribus tropicales como las Oríceas.
  - Tipo Panicoide. La vaina mestomática está apenas desarrollada o falta por completo, mientras que la vaina parenquimática está muy desarrollada. En este tipo de anatomía el clorénquima tiende a ordenarse en forma radial alrededor de los haces vasculares, con células lobuladas. El parénquima incoloro está presente. Este tipo anatómico, característico de las Paníceas, Eragrósteas, Clorídeas y otras tribus tropicales, se denomina anatomía Kranz y es propio de las gramíneas C4. En contraste, el tipo anatómico festucoide es propio de las gramíneas C3. Además, existen tipos intermedios como por ejemplo en las Bambúseas, donde tanto la vaina parenquimática como la mestomática están muy desarrolladas. Las diferencias en la anatomía de las hojas están asociadas con vías fotosintéticas diferentes. La vía del C3 es más eficiente en regiones de clima templado a frío, mientras que la vía del C4 es ventajosa en regiones de temperaturas altas y baja humedad del suelo. La fisiología C3 fue documentada en forma directa en 366 géneros mientras que la fisiología C4 fue documentada en forma directa en 335 géneros. La fisiología intermedia entre C3 y C4 fue observada en Neurachne minor,  Steinchisma decipiens  (= Panicum decipiens), S. hians (= S. milioides) y en S. spathellosum (= S. schenckii).[4][5]

### Macollos
Los macollos o macollas son la unidad estructural de la mayoría de las especies de gramíneas. Se forman a partir de las yemas axilares o secundarias del meristema basal del eje principal. Cada uno de estos brotes secundarios o macollos inician su aparición cuando las plantas presentan entre dos y tres hojas. Cada uno de ellos, luego de producir sus primeras hojas, genera su propio sistema radicular. La suma o adición de macollos es lo que conforma la estructura y la forma de una planta de gramínea. Cuando las gramíneas se hallan en estado vegetativo producen continuamente nuevos macollos y hojas. Cada macollo, a su vez, comenzará en su momento a producir nuevos macollos.

### Inflorescencia

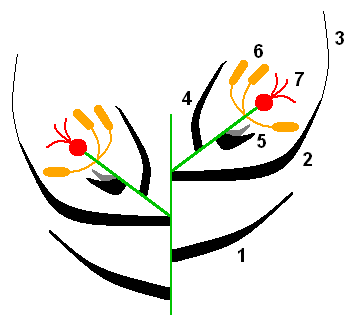
Esquema de una espiguilla: 1. Glumas; 2: Lemma; 3: Arista; 4: Pálea; 5: Lodículas; 6: Androceo; 7: Gineceo.

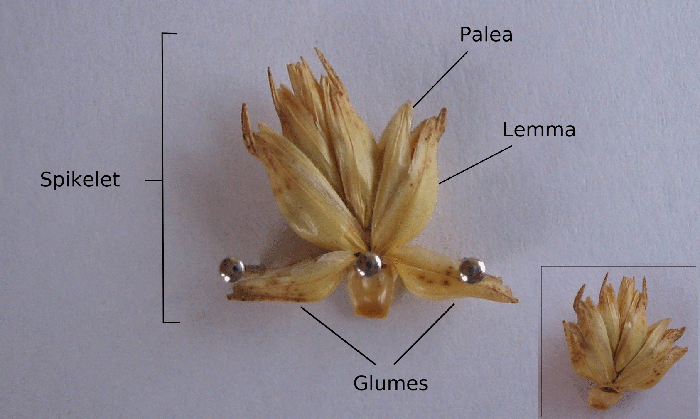
Detalle de una espiguilla de gramínea, se observan las glumas, la lemma y la pálea.

La inflorescencia elemental de las gramíneas se llama espiguilla y consiste en una pequeña espiga formada por una o más flores sentadas o sésiles sobre un raquis articulado, a menudo brevísimo, llamado raquilla y protegido por brácteas estériles denominadas glumas, que se insertan sobre la raquilla, una más abajo que la otra.
Las flores pueden ser unisexuales o hermafroditas y presentan un perianto rudimentario de dos o tres piezas llamadas lodículas o glumélulas, que son los órganos que determinan la apertura del antecio o casilla floral al ponerse turgentes durante la floración, permitiendo que se expongan los estigmas plumosos y los estambres. Los antecios están formados por dos glumelas:
- La glumela inferior, llamada lemma o lema, adherida a la raquilla. Puede ser mútica (sin puntos) o aristada (una arista nace en la extremidad de la lemma o en su dorso), tiene forma de quilla y abraza con sus bordes a la pálea.
- La glumela superior, llamada pálea, insertada sobre el eje floral que nace sobre la raquilla en la axila de la lemma y soporta a los órganos florales propiamente dichos. La pálea es lanceolada, binervada y es como una tapa que cierra el antecio de la flor.

Todos estos elementos son muy variables por lo que es conveniente analizarlos por separado.
- Pedicelo. Es el tallito que sostiene a la espiguilla que puede ser más o menos largo o estar completamente ausente, en ese caso las espiguillas son sésiles.
- Raquilla, o eje de la inflorescencia. Suele ser ondulada llevando en cada ángulo un antecio. La raquilla puede estar articulada con el pedicelo por debajo de las glumas (que entonces caen con la espiguilla) o por encima de las glumas (que, entonces, son persistentes). La raquilla puede ser tenaz o fragmentarse en artejos a la madurez de los frutos.[n. 2] A veces la raquilla es persistente, desprendiéndose los frutos con las glumelas (como en el caso de Eragrostis bahiensis). También puede prolongarse en forma de arista glabra o velluda más allá del antecio superior, como en Deyeuxia.
- Glumas. Típicamente son dos y por su consistencia pueden ser herbáceas, membranosas o papiráceas. Su forma es variable, pudiendo ser ovadas o lanceoladas, contraídas lateralmente y más o menos carenadas,[7] o redondeadas y casi planas, de acuerdo a la especie considerada. Pueden llevar una o varias nervaduras y ser múticas, mucronadas o aristadas en el ápice. En las Oríceas las glumas son rudimentarias o están ausentes. En cambio, en muchas Paníceas hay aparentemente tres glumas, siendo la superior en realidad una lemma estéril; a veces hay una sola gluma como en los géneros Monerma y Lolium.
- Antecios. Los antecios (casilla floral, en griego) pueden ser desde uno hasta varios. Están formados por dos brácteas, las glumelas, que encierran a la flor. En algunos géneros los antecios se desprenden con un fragmento de la raquilla, frecuentemente cubierto de pelos que forma el antopodio o callus (Aristida, Stipa). En otros géneros con glumas caducas con el antecio, hay un callus formado por el ápice del pedicelo (ejemplo, en Heteropogon). La glumela inferior está generalmente más desarrollada y se denomina lemma; es la bráctea en cuya axila se desarrolla la flor; la lemma es ovada o lanceolada; comprimida lateral o dorsalmente, con una o varias nervaduras, aguda u obtusa, mútica o con una o más aristas apicales o dorsales. La glumela superior o pálea es el profilo situado entre la flor y la raquilla; generalmente es menor que la lemma y está más o menos cubierta por los bordes de ésta; suele ser de consistencia membranosa, a menudo hialina y posee por lo común dos nervaduras prominentes formando dos carenas. La pálea puede estar atrofiada o, incluso, faltar.
- Flor. La flor es desnuda (carece de cáliz y corola), pero está acompañada generalmente por dos (raramente tres) pequeñas piezas escamosas traslúcidas, denominadas lodículas, que constituyen un resto de perianto. La flor puede ser hermafrodita o unisexual. En muchos géneros los antecios llevan flores hermafroditas, salvo las superiores que son masculinas. En cambio, en muchas Paníceas, hay un antecio inferior masculino y uno superior hermafrodita. Otras veces hay espiguillas masculinas y espiguillas femeninas en la misma planta (el caso de Zea mays, especie diclino monoica) o en plantas distintas (ejemplo, en el subgénero Dioicopoa de Poa, constituido por especies diclino dioicas). Las lodículas parecen ser restos de un perianto trímero y todavía existen 3 lodículas en algunos géneros de Bambúseas y en algunas especies de Stipa. La turgencia de las lodículas determina la apertura del antecio permitiendo la salida al exterior de los estambres y estigmas (momento que se denomina floración o antesis). La morfología de las lodículas tiene importancia sistemática. Asimismo, las flores suelen poseer alguno de estos dos tipos de compresión, importantes taxonómicamente: o están comprimidas lateralmente (de forma que la lemma y la pálea se observen a uno y otro lado de la cara comprimida), o están comprimidas ventralmente (de forma que cada cara comprimida posea a la lemma o a la pálea).

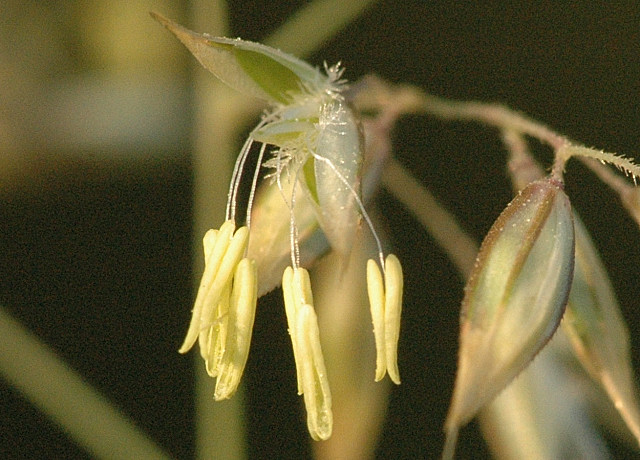
Flores en antesis de Holcus mollis, obsérvense los estigmas plumosos y los estambres.

  - Androceo. El androceo en las gramíneas es cíclico y en general trímero (es decir, está compuesto por tres estambres, o un múltiplo de tres).Flores en antesis de Holcus mollis, obsérvense los estigmas plumosos y los estambres. El número más frecuente de estambres es tres, pero en muchas especies de Oríceas y de Bambúseas hay de 6 a 9 (a veces más). En cambio, en Imperata brasiliensis hay un solo estambre y dos en el género Anthoxanthum. Las anteras son basifijas, biloculares y se insertan sobre filamentos delgados y más o menos largos. Los granos de polen son relativamente pequeños, con paredes muy tenues, livianos, tienen un solo poro germinativo (se dicen monoporados) y están adaptados a ser llevados por el viento desde los estambres hasta los estigmas de otras plantas (la polinización es anemófila).
  - Gineceo. El gineceo está formado por un ovario globoso, piriforme o fusiforme, generalmente bicarpelar, unilocular, con dos estilos cortos y estigmas plumosos. En algunas Bambúseas el ovario es tricarpelar y lleva tres estilos. Cuando hay tres carpelos, la pieza adaxial es fértil (Kircher 1986).[8] En Euchlaena y Zea existe un solo estilo acrescente. Dentro del ovario, súpero, hay un solo óvulo anfítropo o semi-anátropo, subapical o casi basal, de placentación parietal. Algunos pastos tienen óvulos péndulos, átropos. La pared del megasporangio puede ser delgada o gruesa. En muchas especies de gramíneas existen flores cleistógamas en inflorescencias reducidas situadas en las axilas de las hojas inferiores.[4][5]

### Inflorescencia secundaria
Las espiguillas, a su vez, se hallan reunidas o agrupadas en inflorescencias compuestas de tipo racimoso. Las más frecuentes son:
- Panojas laxas, son racimos de espiguillas con pedicelos muy largos. Ejemplo: Avena.
- Panojas densas, son racimos de espiguillas con pedicelos muy cortos. Pueden ser continuas (denominadas espiciformes) o interrumpidas. Ejemplo de la primera es Phalaris, y de la segunda, Dactylis.
- Panojas espateoladas, en las cuales cada racimo terminal o cada pequeña panoja posee una bráctea que lo separa de los otros. Ejemplo, Schizachyrium.
- Racimos espiciformes, con espiguillas muy brevemente pediceladas dispuestas a los dos lados o a un solo lado del raquis. Ejemplo, Paspalum.
- Espiga de espiguillas, con espigas sésiles dispuestas a un solo lado del raquis o espigas unilaterales; en dos series alternándose sobre los lados opuestos del raquis, o espigas dísticas (Lolium), o en varias series sobre el raquis, o espigas cilíndricas (Zea).[4][5]

### Fruto

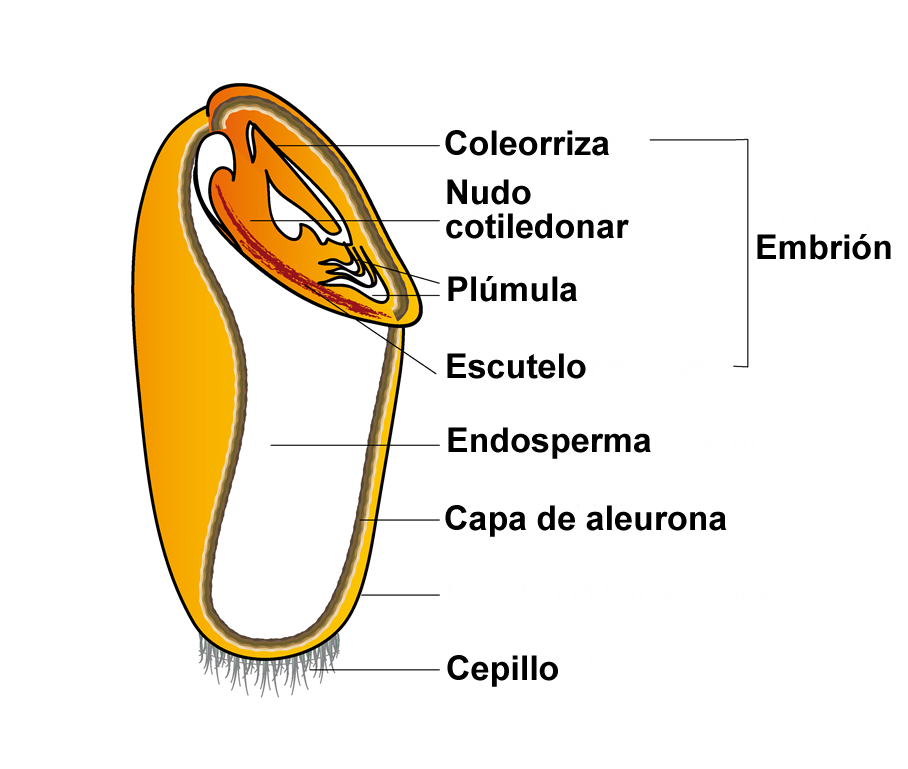
Esquema de una cariópside de gramínea, mostrando el endosperma, el embrión y diversas estructuras embrionales: el escutelo o escudete, la plúmula, la coleorriza, y el nudo cotiledonar. Rodeando a todo el endosperma se aprecia la capa de aleurona y al otro extremo del embrión, el cepillo.

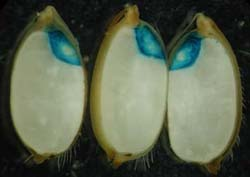
Cariópsides de arroz (Oryza sativa) en corte longitudinal, los embriones se hallan teñidos de color azul, el endosperma en blanco.

El fruto o grano de las gramíneas es una cariópside, fruto seco indehiscente, con una semilla cuya testa está soldada con el pericarpio formando una envoltura muy delgada. Esta envoltura encierra el embrión y el albumen o endosperma. Este fruto es básicamente una variante del aquenio, aunque se puede encontrar cierta variedad de frutos en la familia (ver por ejemplo Werker 1997). En algunos géneros como Zizianopsis o Eleusine, el pericarpio no está soldado con la semilla, de modo que el fruto es un aquenio (o un utrículo según otros autores). En algunas Bambúseas el fruto es una nuez o una baya, mientras en el género Sporobolus el pericarpio es mucilaginoso y deja salir a la semilla cuando se embebe en agua. Muchos géneros, como Aristida, Stipa, Piptochaetium, Oryza y casi todas las Paníceas poseen cariópsides que se desprenden de la planta envueltas por el lemma y por la pálea. En las Andropogóneas son las glumas las que persisten encerrando a la cariópside. En Pennisetum y Cenchrus se desprende toda la espiguilla rodeada de un involucro de cerdas o de espinas. La forma de la cariópside varía mucho según los géneros, pudiendo ser casi circular como en Briza, oblonga como en Hordeum, lanceolada como en Poa hasta casi linear, como en Vulpia.
En la parte inferior de la cariópside, en visión dorsal, se aprecia el embrión más o menos elíptico cubierto por el pericarpio transparente. Por el otro lado, correspondiente al surco o sutura carpelar, se distingue, también por transparencia, la mácula hilar o hilo (o zona de unión de la semilla con el carpelo), que puede ser puntiforme, como en Poa y en las Paníceas, ovada, como en Briza subaristata, o linear, como en Hordeum, Vulpia o Festuca.
El embrión de las gramíneas es estructuralmente muy complejo y consta de la plántula unida a su cotiledón laminar, altamente modificado, llamado escudete. El cotiledón es delgado, parenquimatoso, llevando en su parte exterior una capa de células epiteliales que durante la germinación segregan enzimas que hidrolizan las sustancias de reserva localizadas en el endosperma. La planta consta de un nudo cotiledonar, donde se inserta el cotiledón, una yémula cubierta de un capuchón o coleoptilo y una radícula envuelta por otro capuchón o coleorriza. En muchos géneros en la parte externa del nudo cotiledonar hay una escama diminuta, el epiblasto, que para algunos autores constituye un resto de un segundo cotiledón, mientras que otros consideran que se trata de un apéndice de la coleorriza.

### Cariología
El tamaño y el número de cromosomas tienen gran importancia en la sistemática de las gramíneas. Hay dos tipos cromosómicos extremos: el tipo festucoide caracterizado por presentar cromosomas grandes y número básico predominantemente x=7 y el tipo panicoide con cromosomas pequeños y números básicos predominantes x=9 y x=10. El tipo festucoide se encuentra en casi todas las tribus de la subfamilia de las poóideas, con algunas excepciones. Por ejemplo, la tribu Stipeae de esta subfamilia posee cromosomas pequeños y números básicos x=9, 10, 11, 12, 14, 16 y 17. Las restantes subfamilias de las gramíneas presentan el tipo cromosómico panicoide, con cromosomas pequeños y predominio del número básico x=9 y 10. En las bambusóideas, erartóideas y arundinóideas los cromosomas son pequeños y el número básico es x=12. En la subfamilia Danthonioideae se presentan cromosomas de tamaño intermedio y número básico x=6 y 7. La subfamilia Chloridoideae presenta cromosomas pequeños y varios números básicos, x=7, 8, 9, 10, 11, 12 y 14. Las panicóideas siempre tienen cromosomas pequeños, con números básicos x=9 o x=10, aunque existen especies con otros números básicos, que varían desde x=4 a x=19.

### El genoma de las gramíneas
Las gramíneas son morfológicamente distintas de cualquier otra familia de plantas y, además, son muy diversas en cuanto a morfología y hábito de crecimiento. Las diferentes especies de gramíneas —como se ha descrito en la sección previa— difieren en sus tamaños y números cromosómicos. Asimismo, difieren en el tamaño (o contenido de ADN) de sus genomas.
El genoma del arroz, por ejemplo, es más de 11 veces más pequeño que el genoma de la cebada, a pesar de que ambas especies son diploides y aparentan tener la misma complejidad morfológica y fisiológica.
El contenido de genes de las diferentes especies de gramíneas, no obstante, no varía tan ampliamente como el contenido de ADN total. El arroz y la cebada, nuevamente, no difieren más que en dos veces en el número promedio de fragmentos de restricción que hibridan con las mismas sondas.
La mayor parte de las diferencias en el tamaño del genoma entre especies de gramíneas se deben a diferencias en el ADN repetitivo. Los genomas más grandes, como los de cebada o trigo, están compuestos en un 75 % de ADN repetitivo, mientras que los genomas más pequeños, como el del arroz, solo contienen menos del 50 % de ADN altamente repetitivo. Más aún, se ha determinado que buena parte de ese ADN repetitivo está compuesto de retrotransposones insertos entre los genes.
Los estudios de mapeo genómico en muchas especies de gramíneas utilizando las mismas sondas de ADN han demostrado que no solo el contenido de genes está muy conservado, sino también el orden de los genes dentro de los cromosomas.
La extensa conservación en el contenido de genes y en el orden de los mismos entre el maíz y el sorgo no es inesperada, ya que ambas especies "sólo" cuentan con 15 a 20 millones de años de evolución independiente. No obstante, similares observaciones para el arroz y el maíz, las cuales divergieron hace 60 a 80 millones de años, indican que todas las especies de la familia provienen de un mismo antepasado común y que todas ellas conservan un mismo repertorio de genes en el mismo orden aproximado.
Los grandes rearreglos genómicos que diferencian entre sí a todas las gramíneas son el resultado de inversiones, translocaciones o duplicaciones cromosómicas que involucran la mayor parte de los brazos cromosómicos.
La mayoría, sino todas, las gramíneas son poliploides. Basados en el supuesto que todos los géneros y familias que presentan un número cromosómico básico x=12 son derivados de ancestros que sufrieron duplicaciones cromosómicas durante su evolución y que las subfamilias de gramíneas más primitivas (Anomochlooideae, Pharoideae, y Puelioideae) tienen un número cromosómico básico x=12, se puede deducir que el ancestro de las gramíneas ya era un poliploide. Se sigue, además, que todas las gramíneas que se clasifican como diploides son, en realidad, paleopoliploides (o sea, poliploides antiguos que presentan herencia disómica y cuyos progenitores no pueden ser identificados mediante herramientas citogenéticas o marcadores moleculares).
La familia contiene más del 60 % de especies, distribuidas en todos los clados, que se clasifican como neopoliploides, o sea que han sufrido un ciclo adicional de duplicación genómica. En estas especies, los genomas duplicados no han divergido mucho del genoma de sus ancestros y su número de cromosomas y comportamiento citológico durante la meiosis son indicativos de la duplicación cromosómica que los ha originado. La mayoría de estos neopoliploides (más del 65 %) han derivado de cruzamientos interespecíficos o intergenéricos por lo que se les clasifica como alopoliploides.

### Fitoquímica
Las hemicelulosas y los polisacáridos de pectinas de la pared celular primaria de los pastos son muy diferentes de los de las demás espermatofitas, tanto en estructura como en las particularidades de la composición de los xiloglucanos. Los polisacáridos son menos ramificados que en todas las demás familias de plantas, si bien esta afirmación está basada en un muestreo todavía escaso de especies. Las poáceas pueden ser cianogenéticas o no. Cuando son cianogenéticas, los compuestos cianogenéticos son derivados de la tirosina. Pueden presentar alcaloides (a veces isoquinolina, pirrolizidina e indol). Raramente puede haber proantocianidinas y cianidinas, en cantidades traza, y solo en representantes de las subfamilias Panicoideae y Chloridoideae. Los flavonoides se han hallado solo en algunos géneros, Bouteloua Glyceria y Melica, cuando están presentes son quercetina, o kaempferol junto con quercetina. El ácido elágico y la arbutina no se han encontrado en ningún miembro de la familia. Raramente se encuentran saponinas y sapogeninas, así como también oxalatos libres (por ejemplo en Setaria).

## Sistemas reproductivos

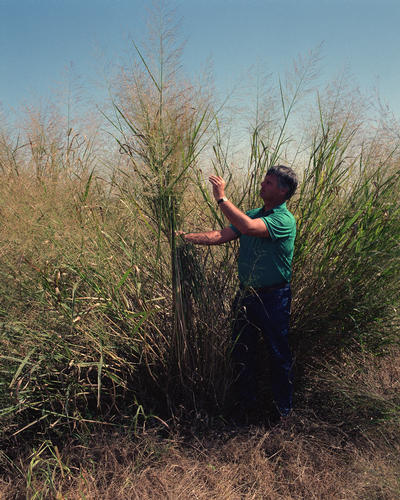
Panicum virgatum, variedad Alamo cultivado en la parcela de prueba de la Universidad de Alabama cerca de Auburn, Alabama, EE. UU.

Una generalización acerca del modo de reproducción de las gramíneas es que los miembros de esta familia son plantas hermafroditas, que presentan fertilización cruzada (son alógamos) y se polinizan por el viento. Obviamente, una familia con cerca de 10 000 especies cuenta con muchas excepciones a esta regla, las cuales se describen a continuación.

### Dioecia
Este tipo de sistema reproductivo, en el cual existen plantas femeninas y plantas masculinas, no es muy frecuente en las gramíneas. Solo 18 géneros son dioicos o presentan especies dioicas, siendo Poa el más conocido de ellos. De hecho, las especies dioicas de Poa se incluyen en un subgénero separado, Dioicopoa.

### Ginodioecia

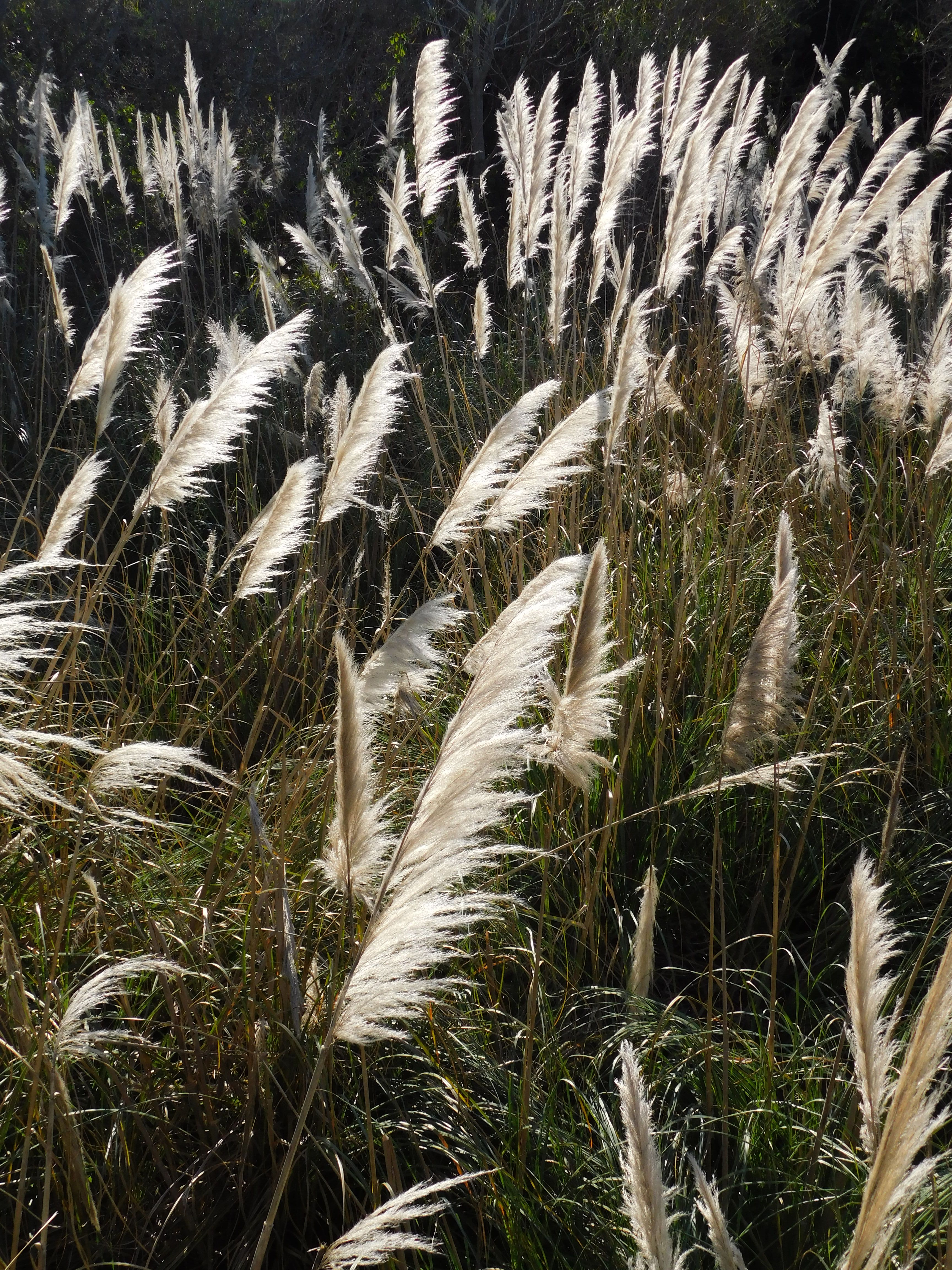
Cortaderia selloana en un día ventoso. Foto tomada en la Reserva Ecológica Costanera Sur. Junio 2025.

Este sistema reproductivo describe el hecho de que en las poblaciones naturales de una especie coexisten individuos femeninos e individuos hermafroditas. Esta condición es bastante rara en las gramíneas. Bouteloua chondrosioides y algunas especies del subgénero Andinae de Poa son ginodioicas, si bien Cortaderia es el ejemplo más conspicuo.

### Monoecia
En este sistema los sexos están separados espacialmente, pero en el mismo individuo, o sea, cada planta presenta inflorescencias femeninas y masculinas. Zea, Humbertochloa, Luziola, Ekmanochloa y Mniochloa son ejemplos de géneros con especies monoicas. Mucho más común entre las gramíneas son las especies andromonoicas, una condición muy común en las Andropogóneas y Paníceas. En las primeras, los dos sexos se presentan en espiguillas diferentes de pares heterógamos. Un par heterógamo de espiguillas consiste usualmente en una espiguilla sesil, con una flor neutra y otra hermafrodita, y una espiguilla pedicelada, con una flor neutra y otra masculina. En las espiguillas bifloras de las Paniceas, en cambio, la flor inferior es usualmente masculina o neutra, y la superior es hermafrodita. Algunos de los géneros que ejemplifican este tipo de sistema son Alloteropsis,
Brachiaria, Cenchrus, Echinochloa, Melinis, Oplismenus, Panicum, Setaria, Whiteochloa, y Xyochlaena. Algunas especies dentro de estos géneros pueden tener solo flores hermafroditas, ya que la flor inferior es siempre neutra, raramente ambas flores son hermafroditas. Aparte de las paníceas y las andropogóneas, Arundinelleae es otra tribu con especies andromonoicas. En el resto de la familia, las especies andromonoicas se encuentran muy esporádicamente, como por ejemplo en Arrhenatherum, Hierochloe y Holcus.

### Autoincompatibilidad
La gran mayoría de las especies de gramíneas son hermafroditas, no obstante, frecuentemente son incapaces de producir semillas cuando el polen de una planta poliniza sus propios estigmas. Esto se debe a que una gran parte de las especies de la familia presentan autoincompatibilidad, de tipo gametofítica y debido a la acción de dos genes independientes (llamados S y Z) con varios alelos cada uno. Este sistema de autoincompatibilidad ha sido observado en varios géneros de la familia (Festuca, Secale, Lolium, Hordeum, Dactylis, entre muchos otros) y no es perfectamente eficiente. De hecho, de la mayoría de las especies autoincompatibles puede obtenerse una proporción —si bien reducida— de semillas al autofecundar una planta.

### Autocompatibilidad
La autopolinización y la autofecundación están muy distribuidas entre las gramíneas. En general, es un mecanismo más común entre las especies anuales que entre las perennes y, decididamente, mucho más frecuente entre las especies colonizadoras. Este mecanismo se ha determinado en aproximadamente 45 géneros de gramíneas, entre los cuales se hallan géneros económicamente muy importantes como Triticum, Oryza, Secale, Avena, Agropyron y Lolium. Una condición de autogamia extrema es la cleistogamia, en la cual se produce la polinización y la fecundación dentro del antecio sin que se produzca la antesis. Este último sistema está distribuido en más de 70 géneros pertenecientes a 20 tribus de gramíneas.

### Apomixis
La apomixis se define como la reproducción asexual a través de semillas. En este sistema reproductivo los embriones se desarrollan por mitosis a partir de una oósfera no reducida sin que tenga lugar la fecundación. En otras palabras, cada embrión producido es genéticamente idéntico a la planta madre. En las gramíneas, la apomixis fue descrita por primera vez en 1933 en una especie de Poa. Desde aquel momento se ha identificado este mecanismo en cientos de especies de poáceas, particularmente en las Paníceas y en las Andropogóneas. Algunos de los géneros que presentan especies apomícticas son Apluda, Capillipedium, Heteropogon,
Themeda, Sorghum,  Bothriochloa, Dichanthium,  Cenchrus, Setaria y Paspalum.

## Ecología

### Distribución

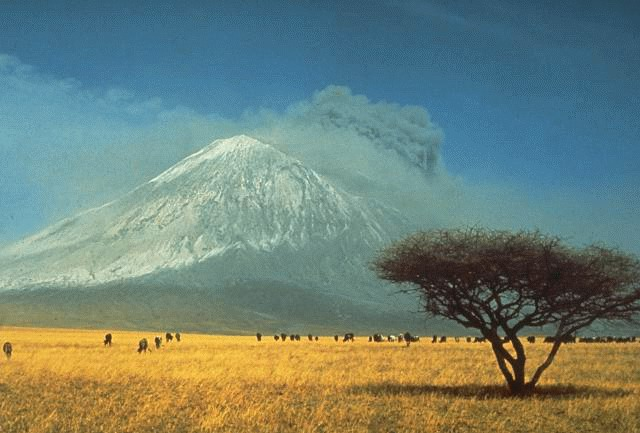
Vista de la sabana de Tanzania.

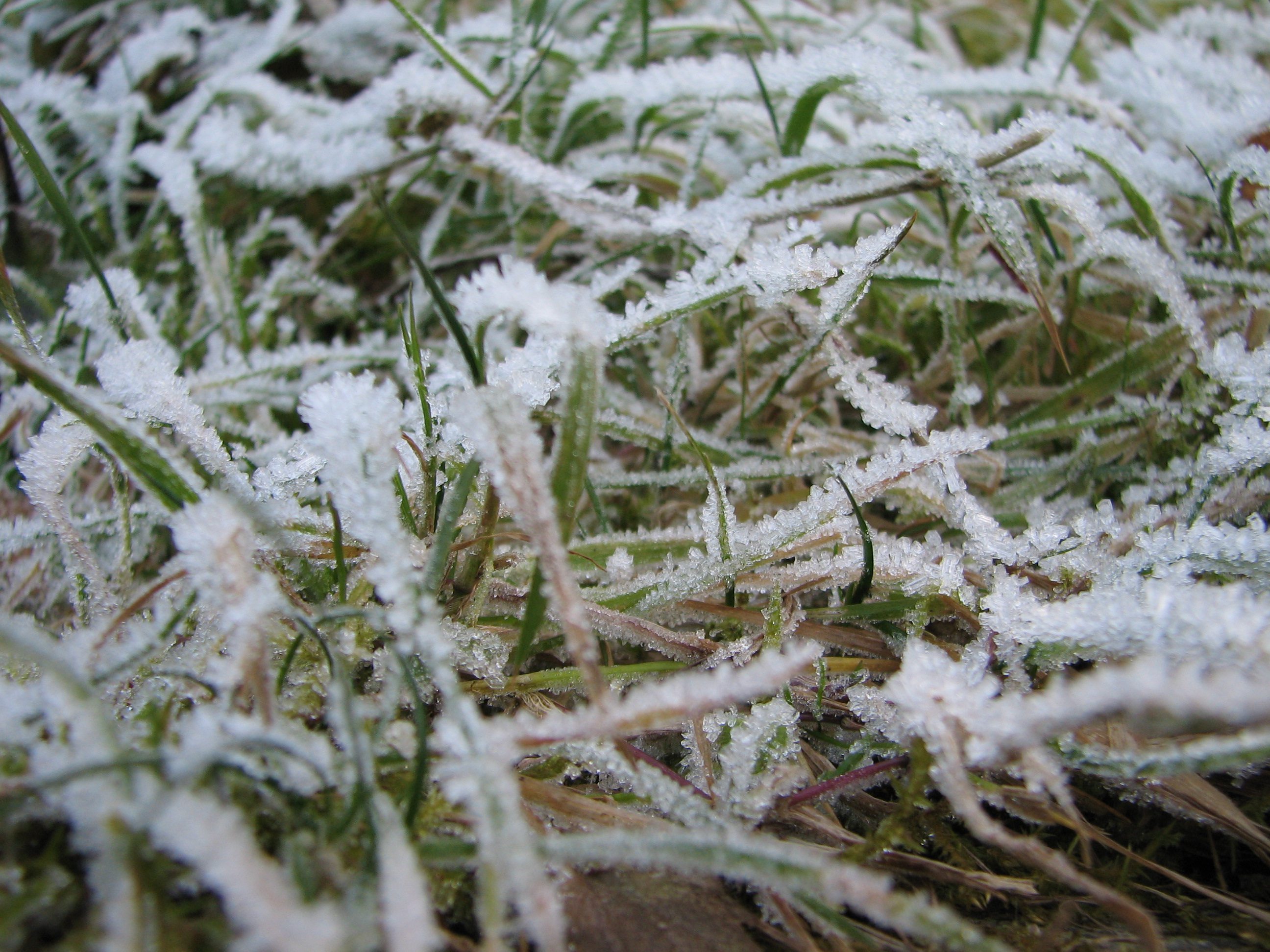
Las gramíneas han desarrollado diversas adaptaciones a ambientes o condiciones extremas. En la imagen se observa una gramínea cubierta de hielo, Salzburgo, Austria.

Las gramíneas son una familia cosmopolita que habita desde los desiertos hasta los hábitats de agua dulce o marinos, y todas las elevaciones salvo las más altas del planeta. En el mundo se han desarrollado extensos biomas nativos dominados por gramíneas donde hay sequías periódicas, topografía plana o inclinada, incendios frecuentes, y en algunas ocasiones donde hay pastoreo y bajo ciertas condiciones particulares de suelo. Las comunidades dominadas por los pastos suman el 24 % de la vegetación del planeta, ejemplos son las praderas de Norteamérica, las pampas de Sudamérica, el "veldt" o la sabana en África, y las estepas euroasiáticas. Por fuera de las praderas herbáceas, los bambúes leñosos desempeñan un papel central en la ecología de los bosques de Asia tropical y templada.
Las gramíneas han sido ecológicamente exitosas y se han diversificado extensamente debido a muchas adaptaciones clave. La espiguilla protege a las flores, pero, al mismo tiempo, permite la polinización cuando las lodículas abren el antecio. Asimismo, las espiguillas (lemmas con pelos o ganchos) poseen varias adaptaciones para la dispersión del fruto. La versatilidad en los sistemas de apareamiento, incluyendo la autofecundación y la apomixis, permitió a diversas especies de gramíneas ser colonizadoras exitosas de nuevos ambientes. La anatomía de la hoja, que puede ser C3 o C4, permite a estas especies explorar y adaptarse a un amplio rango de hábitats. Los meristemas se hallan ubicados en la base de los entrenudos y en la base de las vainas, protegidos por toda la planta, lo que da como resultado una adaptación al pastoreo y al fuego sin igual entre todas las plantas. El desarrollo de las praderas durante el Mioceno (hace unos 25 a 5 millones de años) puede haber fomentado la evolución de los grandes herbívoros, además de representar una importante fuente de alimento y un estímulo para la evolución del Homo sapiens.
Las gramíneas además han desarrollado ciertas características fisiológicas que les han permitido conquistar hábitats donde prevalecen condiciones subóptimas para el crecimiento de las plantas. Una de tales características es la capacidad de acumular betaínas de glicina y otros compuestos que se hallan asociados con la adaptación de las plantas al crecimiento en condiciones salinas. Por otro lado, las poóideas almacenan carbohidratos como fructanos, los que se hallan en mucha menor concentración en las restantes especies de la familia. Esta característica está asociada con la adaptación de tales especies a condiciones de estrés hídrico (sequías) y de bajas temperaturas (heladas). Finalmente, otro mecanismo fisiológico singular de las gramíneas es que aparentemente son la única familia de angiospermas que adquiere iones por quelación de iones férricos con sideróforos que son absorbidos por las raíces.

### Asociaciones con otros organismos
Las micorrizas y las micofilas son dos tipos de mutualismos en los cuales se hallan involucrados plantas superiores y hongos. Las micorrizas son mutualismos entre hongos y las raíces de las plantas. Las micofilas, entretanto, son mutualismos entre hongos endófitos (aquellos que crecen dentro de las plantas) y la parte aérea de las plantas.
 Por otro lado, las gramíneas también pueden asociarse con diferentes géneros de bacterias de vida libre que fijan el nitrógeno atmosférico.

#### Micofilas

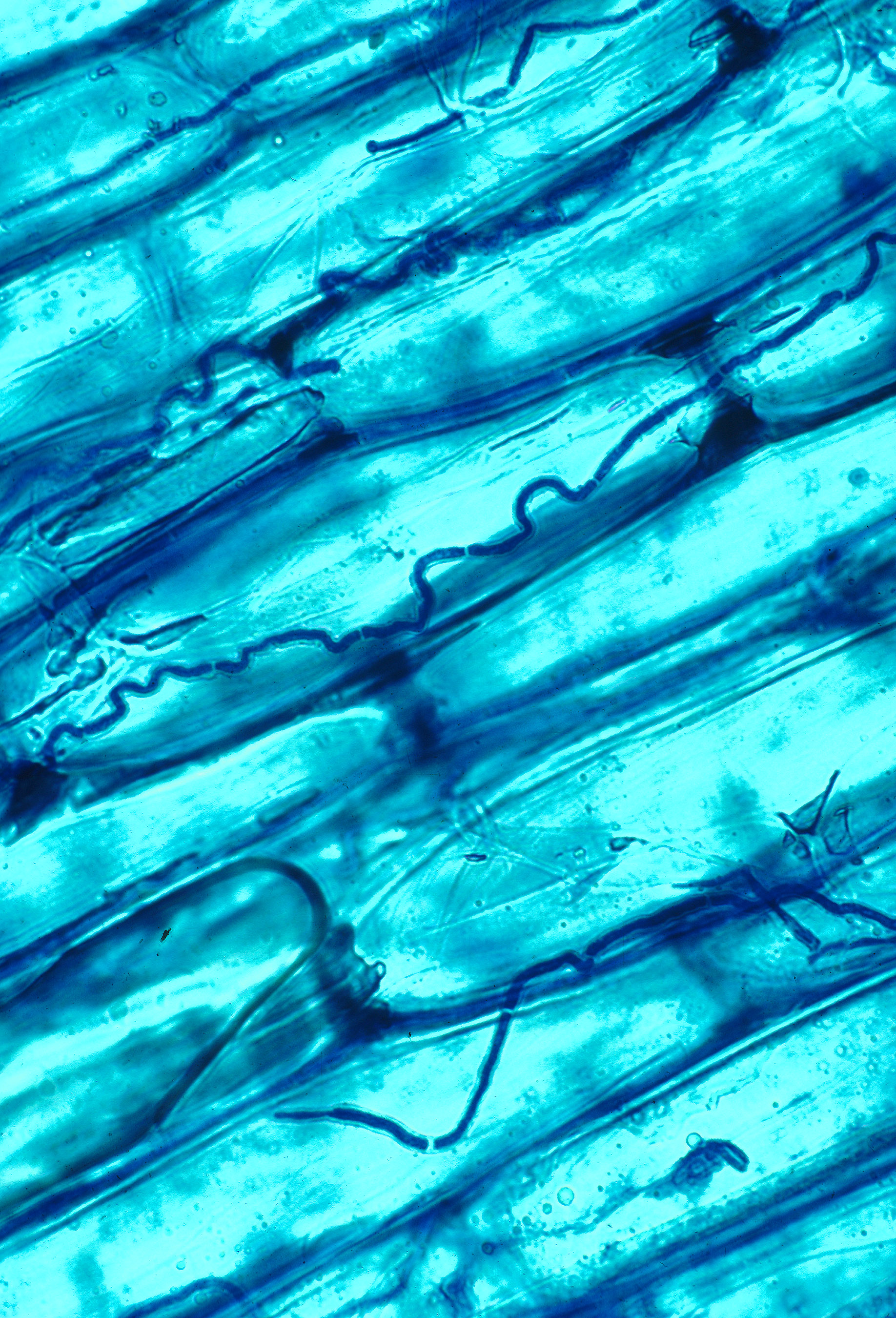
Células de una hoja de festuca alta (Lolium arundinaceum) colonizadas por el hongo Neothypodium coenophialum, cuyo micelio aparece como cordones azules.

La presencia de hongos endófitos puede modificar la supervivencia de las plantas de varios modos, ya que se pueden producir tres tipos diferentes de asociaciones entre los simbiontes fúngicos y las plantas, las cuales varían de acuerdo con el grupo taxonómico del hospedante, con las estructuras fúngicas y vegetales involucradas y con las particularidades intrínsecas de la simbiosis.
Así, el tipo I tiene como hospedantes a miembros de la familia de las juncáceas y a varias subfamilias de las gramíneas. Estos hongos colonizan la totalidad del hospedante y producen sus estructuras sexuales en estromas que suplantan a los frutos que deberían producir las plantas, por lo que éstas pierden la capacidad de reproducirse sexualmente. La interacción es sumamente agresiva para el hospedante y determina su paulatino decaimiento.
El tipo II tiene como hospedantes a las gramíneas de la subfamilia de las poóideas. No todos los individuos de la población colonizada presentan estromas en lugar de cariópsides. En los ejemplares sin síntomas externos el micelio endofítico llega a colonizar las cariópsides sin perjudicar la reproducción sexual de la planta. De esta manera, el carácter patógeno de la interacción es menor que en el caso anterior.
Por último, en el tipo III, que también se da en la subfamilia de las poóideas, nunca aparecen estromas en los hospedantes; la colonización del hongo es sistémica, alcanzando a las cariópsides por medio de las cuales se propaga dicha asociación.
Este tipo de interacción es considerado una simbiosis mutualista debido a que los endófitos benefician a los hospedantes aumentando su crecimiento, biomasa, tasa fotosintética, tolerancia a las heladas y sequías, resistencia a nematodos e insectos, por lo que incrementan la competitividad de sus hospedantes. Asimismo, debido a que producen alcaloides protegen a las plantas del ataque de un amplio espectro de animales herbívoros, constituyendo así parte de su sistema de defensa. La presencia de endófitos afecta la palatabilidad de los pastos para los herbívoros y también la palatabilidad de las semillas para los pájaros granívoros, los animales que comen material infectado presentan diversos síntomas de intoxicación. El nivel de la infestación por áfidos y la de sus parásitos y parasitoides, y aún el patrón y la tasa de descomposición del pasto muerto, también son afectados por el mutualismo.
Asimismo, las larvas de moscas del género Phorbia (o Botanophila) viven en el estroma de los hongos endofitos del género Epichloë, y los adultos transmiten los espermacios del hongo en una forma análoga a la polinización por insectos de las flores.
A su vez, los endófitos se benefician recibiendo el aporte directo de hidratos de carbono producidos por sus hospedantes. De las 232 micofilas conocidas en el mundo, 209 tienen como hospedantes a miembros de todas las subfamilias de gramíneas y representan a los tres tipos de interacción. Las áreas de distribución de estas interacciones abarcan tanto zonas frías y templadas como tropicales. En el Hemisferio Norte son muy frecuentes las interacciones tipo I, II y III, mientras que en el Hemisferio Sur prevalecen las de tipo III.
Los hongos endofitos de la familia Clavicipitaceae están ampliamente distribuidos entre las gramíneas. Un género de esta familia de hongos, Epichloë, es un endofito restringido a la subfamilia Pooideae, Neotyphodium es el estado asexual o imperfecto de Epichloë.
Más del 30 % de las especies de poóideas están involucradas en tales asociaciones, y existe transmisión de estos hongos (la subfamilia Balansiae de las Clavicipitáceas) tanto en forma vertical como horizontal. Las micofilas son una asociación que parece datar de hace unos 40 millones de años y una de sus consecuencias es la producción de alcaloides como, por ejemplo, la lolina. Los alcaloides producidos, como la mencionada lolina, son activos principalmente en la defensa de las plantas contra insectos. Otras muchas especies endófitas, aparentemente asintomáticas, pueden crecer conjuntamente en las gramíneas, pero se conoce muy poco sobre sus relaciones. Márquez y colaboradores (2007), por ejemplo, informaron que la gramínea Dicanthelium lanuginosum solo puede crecer en suelos calentados por acción volcánica cuando el hongo endofítico Curvularia, con el que está asociada, se halla infectado con un virus. Esto indica que las relaciones entre las gramíneas y los hongos endófitos pueden ser extremadamente complejas y sus efectos insospechados. Existen listados de especies de hongos endófitos asociados con innumerables especies de gramíneas. De hecho, solo en los bambúes hay al menos unas 1.933 especies de hongos descritas.

#### Micorrizas
Los registros fósiles más antiguos indican que esta asociación tiene unos 400 millones de años, lo que indica la compleja coevolución entre las plantas y sus hongos asociados, que se manifiesta en la amplia distribución del fenómeno (se ha estimado que el 90% de las plantas terrestres están micorrizadas) y en la diversidad de mecanismos morfológicos, fisiológicos y ecológicos implicados. Durante la simbiosis, la planta hospedera recibe nutrientes minerales del suelo tomados por el hongo (principalmente fósforo), mientras que este obtiene compuestos de carbono derivados de la fotosíntesis.
Los hongos formadores de micorrizas arbusculares constituyen micorrizas que colonizan el tejido interno de las raíces de la planta hospedera, donde desarrollan estructuras características de la simbiosis (arbúsculos y vesículas), así como micelio extrarradical, el cual interacciona con el ecosistema de la rizósfera y es el encargado de extraer nutrientes del suelo. En este sentido las gramíneas no son la excepción. Buena parte de las especies de esta familia forman micorrizas, lo que favorece y optimiza su adaptación a diversos tipos de ambientes.

#### Asociación con bacterias fijadoras de nitrógeno
El nitrógeno molecular (N2) es la única reserva de nitrógeno accesible en la biósfera. Prácticamente ilimitada, esta reserva no es directamente utilizada por los vegetales y animales. El nitrógeno es un constituyente esencial de moléculas fundamentales de todos los seres vivos: aminoácidos, proteínas, ácidos nucleicos, vitaminas, entre las más importantes. Para que el nitrógeno atmosférico pueda ser asimilado, es necesario que sea reducido. Las gramíneas son capaces de asociarse con bacterias diazotróficas pertenecientes a los géneros Azospirillum, Azotobacter, Azoarcus y Herbaspirillum las cuales realizan la fijación biológica del nitrógeno atmosférico (N2). Estas bacterias son organismos de vida libre capaces de fijar nitrógeno desde la rizósfera, o sea, desde el área circundante al sistema radicular de la planta e incluirlo en compuestos (como el amonio) fácilmente disponible y absorbible por las plantas. Además de fijar el nitrógeno atmosférico, las bacterias diazotróficas favorecen el desarrollo del sistema radicular de la planta con la cual conviven, al parecer a través de la producción de reguladores de crecimiento u hormonas. De este modo, favorecen una mayor absorción de nutrientes por parte de la planta. Se han informado incrementos del orden de 5 % hasta 30 % en los rendimientos de gramíneas como caña de azúcar, maíz, arroz, trigo y gramíneas forrajeras como resultado de esta asociación. Estas asociaciones no desarrollan estructuras diferenciadas en las que se alberguen los microorganismos, como ocurre en el caso de las leguminosas y las bacterias del género Rhizobium.
En 1998 se ha descrito otro tipo de asociación de diazótrofos en la cual la bacteria (llamada bacteria endófita) se localiza en el interior de la raíz, el tallo y las hojas de la planta. Esta asociación fue descubierta en aislamientos de diazótrofos de plantas forrajeras de Pakistán, en donde se identificó una nueva bacteria fijadora de nitrógeno llamada Azoarcus. Este microorganismo se localiza en las capas externas del córtex; una vez en el interior de la planta se disemina a los tejidos aéreos probablemente por medio de los vasos del xilema.

### Otros aspectos ecológicos

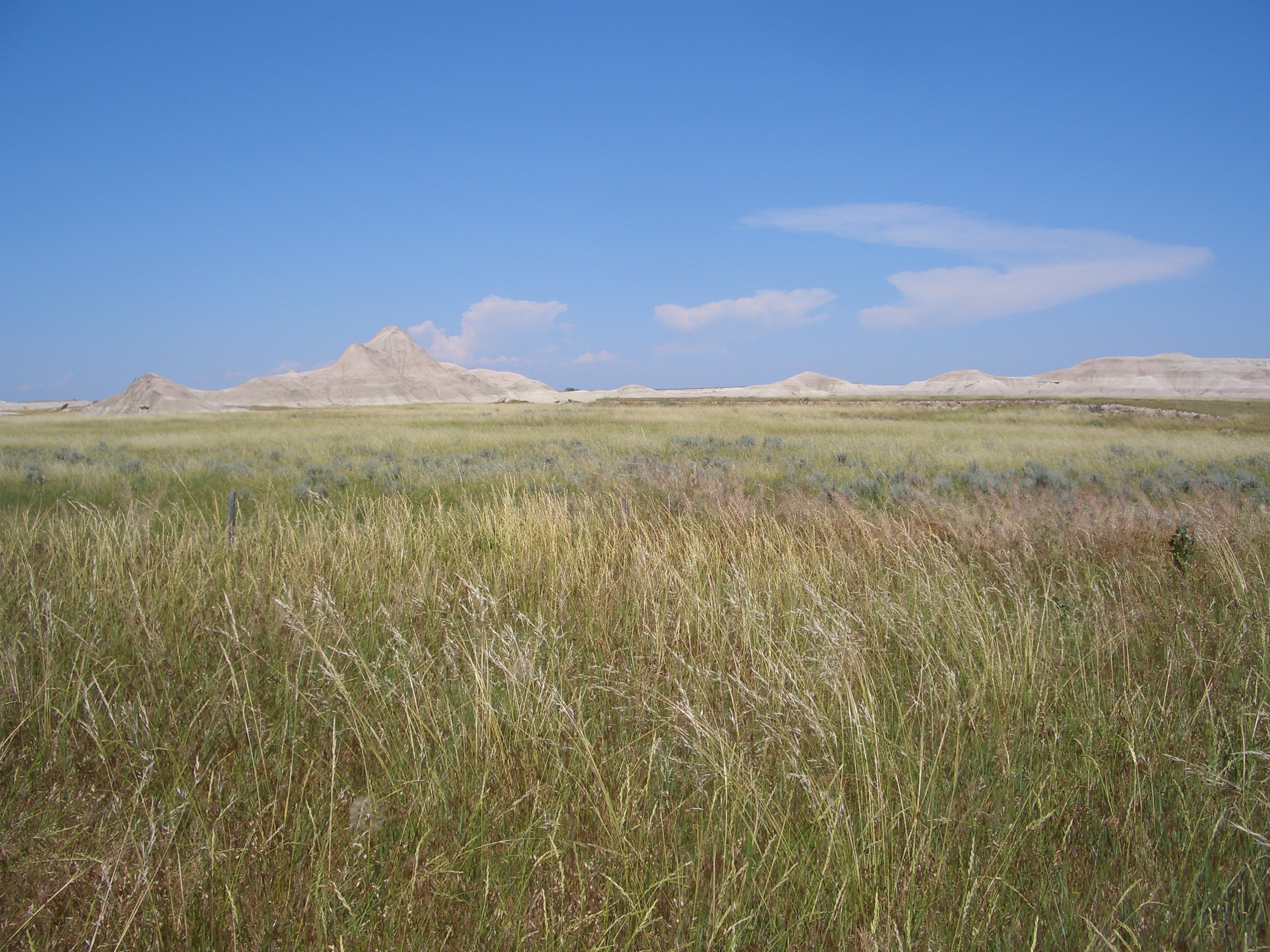
Pradera natural de gramíneas. Oglala National Grassland, Estados Unidos.

Las gramíneas son anemófilas, es decir que el polen es transportado de una planta a otra por medio del viento para efectuar la polinización. Ninguna poácea tiene nectarios, si bien algunos pastos de bosques tropicales —especialmente pequeñas bambusóideas— son polinizadas por insectos. La dispersión de las semillas se produce principalmente por animales e incluso algunas especies presentan estructuras especializadas para atraerlos, como los elaiosomas. No obstante, la mayor parte de las especies presentan ganchos o agujas mediante los cuales los frutos o las diásporas se adhieren a los animales que pasan. Muchas especies se dispersn con el viento para lo cual presentan largos pelos en las aristas. Finalmente, Spinifex y algunos otros géneros son plantas rodadoras, las cuales son desarraigadas a la madurez y transportadas enteras por el viento, dispersando sus semillas mientras van rodando. Las aristas pueden ayudar tanto en la dispersión por viento como en la dispersión por animales; la microestructura de la superficie de las aristas puede dar como resultado que el cariopse sea directamente "plantado" en el suelo.
Las especies leñosas de bambúes son conocidas por florecer en forma sincronizada. Muchas de ellas, además, son perennes monocárpicas, es decir que vegetan muchísimos años, florecen una sola vez y mueren luego de la dar las semillas. Esta característica también se encuentra en algunos bambúes herbáceos. En plantas que muestran este tipo de reproducción, todos los miembros de un mismo clon florecen simultáneamente, sea donde fuere que hayan sido transportados en todo el globo terrestre, y todas las plantas, después de un período reproductivo que se puede decir retrasado, mueren.
En los tallos huecos de los bambúes muchas veces se acumula agua, y vive en ella una fauna distintiva. Las poáceas proveen alimento tanto para los adultos (el polen) como para las larvas (las raíces) de distintas especies de escarabajos de la subfamilia Galerucinae de los crisomélidos. Las orugas de mariposas de la familia Nymphalidae, en particular las marrones Satyrinae y las emparentadas Morphinae, son comunes en los miembros de esta familia (se encuentran en alrededor del 10 % de los censos). Los insectos del taxón Hemiptera-Lygaeidae-Blissinae se observan más comúnmente en las especies del clado llamado PACCMAD que en el clado BEP.
Son comunes en las poáceas los hongos parásitos del orden Uredinales y los de la clase Ustilaginomycetes. Los que atacan a las subfamilias Bambusoideae y Pooideae (incluyendo Stipa y parientes cercanos) son particularmente distintivos. Las dos terceras partes de los Ustilaginales (unas 600 especies) se encuentran en Poaceae.

## Evolución, filogenia y taxonomía

### Evolución

El grupo basal de las gramíneas se habría originado y diversificado en Gondwana antes del aislamiento del subcontinente indio.

Las gramíneas y sus parientes extintos datan de hace unos 89 millones de años, el grupo principal divergió hace unos 83 millones de años. A excepción de los clados basales de la familia Anomochlooideae, Pharoideae y Puelioideae las espiguillas de las gramíneas se conocen en el límite entre el Paleoceno y el Eoceno, hace unos 55 millones de años, y esta cifra está a grandes rasgos en línea con una estimación de la edad de una duplicación del genoma de las gramíneas, ocurrida hace unos 70-50 millones de años. Sin embargo, el fósil de una monocotiledónea (Programinis burmitis) perteneciente al Cretácico temprano (hace unos 100-110 millones de años) es similar a una gramínea bambusóidea. Si bien este fósil tiene un número de caracteres vegetativos que son comunes entre las poáceas, su identidad todavía necesita confirmación.
Los tejidos vegetales silicificados (fitolitos) preservados en heces fosilizadas (coprolitos) de dinosaurios del Cretáceo tardío halladas en la India indican que por lo menos cinco taxones de gramíneas extinguidas estaban presentes en el subcontinente indio durante ese período geológico (hace unos 71-65 millones de años). Esta diversidad sugiere que el grupo basal de las gramíneas se habría diversificado y distribuido en Gondwana antes de que la India quedara geográficamente aislada.

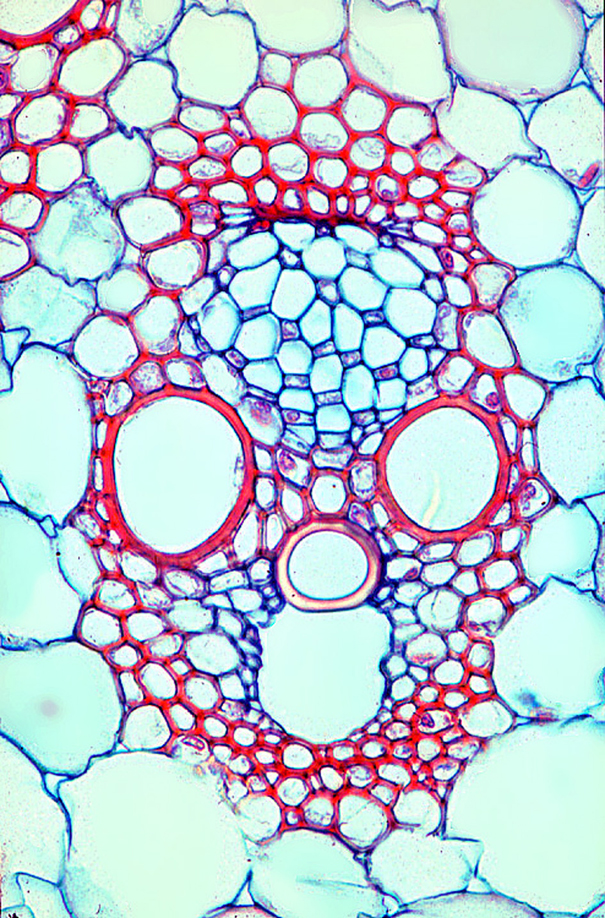
Las plantas C_{4} presentan una anatomía foliar particular denominada anatomía Kranz. En la imagen se observa un haz vascular de maíz rodeado por una vaina de células parenquimáticas, lo que es característico de las plantas con este tipo de fotosíntesis.

La fotosíntesis C4 parece haber estado presente en las gramíneas del Mioceno temprano a medio, tanto en las Grandes Planicies de Norteamérica como en África, hace unos 25-12,5 millones de años. Quizás este tipo de fotosíntesis estuvo inicialmente asociada a cambios adaptativos en respuesta a una disminución en la concentración de CO2 en la atmósfera, si bien la gran expansión de este mecanismo fisiológico ocurrió hace solo unos 9-4 millones de años. Aún no está claro si este evento estuvo además favorecido por los incrementos en la temperatura, la disminución de las precipitaciones, el aumento de los vientos y el concomitante incremento de incendios, que habrían removido a los árboles de algunos hábitats en ese período. Los detalles de los mecanismos de la fotosíntesis C4 y las morfologías asociadas con ella son muy diversos y presentan una considerable variación, particularmente en el caso de la subfamilia de las panicóideas. De hecho, la fotosíntesis C4 aparentemente se originó y evolucionó independientemente hasta ocho veces en esta subfamilia. Asimismo, este mecanismo se originó de modo independiente en otras subfamilias, como Micrairoideae, Aristidoideae y Chloridoideae. Independientemente de su mayor eficiencia fotosintética, las gramíneas C4 presentan menor contenido de nitrógeno, mayor cantidad de fibras de esclerénquima y pueden ser menos palatables que las gramíneas C3. A pesar de estas características, existió una radiación de mamíferos herbívoros en el Mioceno, que pudo estar asociada con la ampliación de las praderas y sabanas, dominadas por pastos. Sin embargo, cuando las especies de gramíneas de pradera se expandieron hacia Nebraska en el Mioceno temprano —hace unos 23 millones de años— los ungulados hipsodontos ya existían para entonces.
La inflorescencia de las gramíneas es una estructura nueva en el repertorio reproductivo de las plantas con flores. Es intrincada desde el punto de vista de la biología del desarrollo, tiene una importancia central en la agronomía y, finalmente, es una verdadera intriga evolutiva. Su arquitectura controla el tipo de polinización y la producción de semillas, por lo que es una diana importantísima tanto para la selección natural como para el mejoramiento genético y la biotecnología. Es de destacar que la diversidad de estructuras que presentan las espiguillas y espigas de las gramíneas estén controladas por genes que afectan el desarrollo y que no se hallan presentes en ninguna otra familia de plantas. Estos genes se han originado luego de extensas duplicaciones del genoma y la posterior diversificación funcional de los mismos.
La pálea (y aparentemente también la lemma) quizás sea derivada del cáliz, y las lodículas quizás sean derivadas de la corola (Ambrose et al. 2000). Por otro lado un estudio de morfología comparativa sugiere que la lemma es una bráctea y que la pálea representa dos tépalos connados del verticilo más externo (Whipple y Schmidt 2006). Teniendo en cuenta las relaciones de parentesco cercano entre Ecdeicoleaceae y Joinvilleaceae recientemente encontradas por Marchant y Briggs (2007) y la probabilidad de que las flores de Anomochloa sean sui generis, la morfología floral de Streptochaeta puede ser plesiomórfica (ancestral) en la familia. Es interesante que las flores de Ecdeicolea también son notablemente monosimétricas, con los dos tépalos adaxiales del verticilo externo más largos y aquillados, y si bien esto no es relevante en forma directa, una diferenciación comparable en el verticilo externo del perianto ocurre en Xyridaceae, todos estos probablemente sean paralelismos. Una interpretación más común de la pálea es que es de naturaleza profilar/bracteolar, las monocotiledóneas comúnmente tienen profilos bicarenados, sin embargo, parece que las bracteolas tuvieron que reaparecer en Poaceae, ya que los clados más emparentados, pero externos a la familia ("outgroups" en análisis cladístico) no las poseen. Las lodículas parecen estar involucradas en la apertura de las flores estaminadas y las perfectas, mientras que pueden estar ausentes en las flores pistiladas (Sajo et al. 2007).

### Filogenia
Los análisis filogenéticos utilizando secuencias expresas del ADN y la estructura general de los genomas sugieren que las gramíneas difieren mucho más de otras monocotiledóneas de lo que se diferencian éstas de las dicotiledóneas. Tales conclusiones acerca de las relaciones de las poáceas con las otras familias de monocotiledóneas y con las dicotiledóneas no son sorprendentes. De hecho, las gramíneas son fácilmente reconocibles e identificables de cualquier otra familia, y su monofilia se halla sustentada tanto por la morfología como por los análisis moleculares de ADN. Los caracteres fenotípicos que apoyan la monofilia de la familia son la inflorescencia con brácteas, el perianto reducido, el tipo de fruto y los caracteres del embrión y de la pared del grano de polen. Las similitudes con las ciperáceas (Cyperaceae) en el hábito de crecimiento y en el tipo de espiguillas representan una evolución convergente, y no una sinapomorfía. De hecho, las ciperáceas están más emparentadas con los juncos (Juncaceae) que con las gramíneas, las cuales pertenecen al núcleo de los Poales.
La importancia económica y ecológica de la familia ha motivado la realización de una importante cantidad de estudios sistemáticos. A principios del siglo XIX, las diferencias entre las espiguillas de las poóideas y las panicóideas llevaron a Robert Brown a dividir a la familia en estos dos grupos básicos. A principios del siglo XX, los caracteres de la epidermis de las hojas y el número de cromosomas llevó a la separación de las clorídeas de las poóideas. A mediados del siglo XX, la anatomía interna de la hoja (en particular, la presencia o ausencia de la anatomía Kranz y los caracteres del embrión (presencia o ausencia de epiblasto y ciertas características del nudo cotiledonar), llevaron al reconocimiento de cinco a ocho subfamilias. Desde fines del siglo XX, los estudios filogenéticos basados en varias secuencias de genes demostraron ser congruentes con muchas de las relaciones filogenéticas inferidas previamente a través de caracteres estructurales y fisiológicos. Los estudios moleculares más avanzados apoyan el reconocimiento de 13 subfamilias. Los tres primeros linajes que divergieron son Anomochlooideae (nativa de Brasil), Pharoideae (nativa de los trópicos del Viejo y Nuevo Mundo) y Puelioideae (nativa del oeste de África). Los integrantes de estos tres grupos solo son unas 25 de las casi 10 000 especies de la familia. El resto de las especies se distribuyen en dos grandes grupos. El primero, llamado clado BEP, agrupa a Bambusoideae, a Ehrharttoideae, y a Pooideae. El segundo, denominado clado PACCMAD, agrupa a Panicoideae, Arundinoideae, Chloridoideae, Centothecoideae, Micrairoideae, Aristidoideae y Danthonioideae. El clado PACCMAD está sustentado por un carácter del embrión: un largo entrenudo en el mesocótilo. La anatomía C3 es el estado plesiomórfico o ancestral en la familia. Todas las especies C4 se encuentran en el clado PACCMAD.
Todas las subfamilias mencionadas son monofiléticas, aunque solo unas pocas poseen sinapomorfías morfológicas que caractericen a todos sus miembros. Más bien su monofilia se halla sostenida por grupos de caracteres morfológicos que deben observarse en conjunto. Las relaciones dentro de los grandes clados PACCMAD y BEP son en su mayor parte poco claras todavía, de hecho la posición de las poóideas es poco clara en algunos análisis.
El cladograma que muestra las relaciones entre los 13 clados mencionados es el siguiente:
|  | Pooideae      |
|  |               |
|  | Ehrhartoideae |
|  |               |
|  | Bambusoideae  |
|  |               |

|  | Aristidoideae  |
|  |                |
|  | Danthonioideae |
|  |                |

|  | Panicoideae                 |
|  |                             |
|  | Centothecoideae             |
|  |                             |

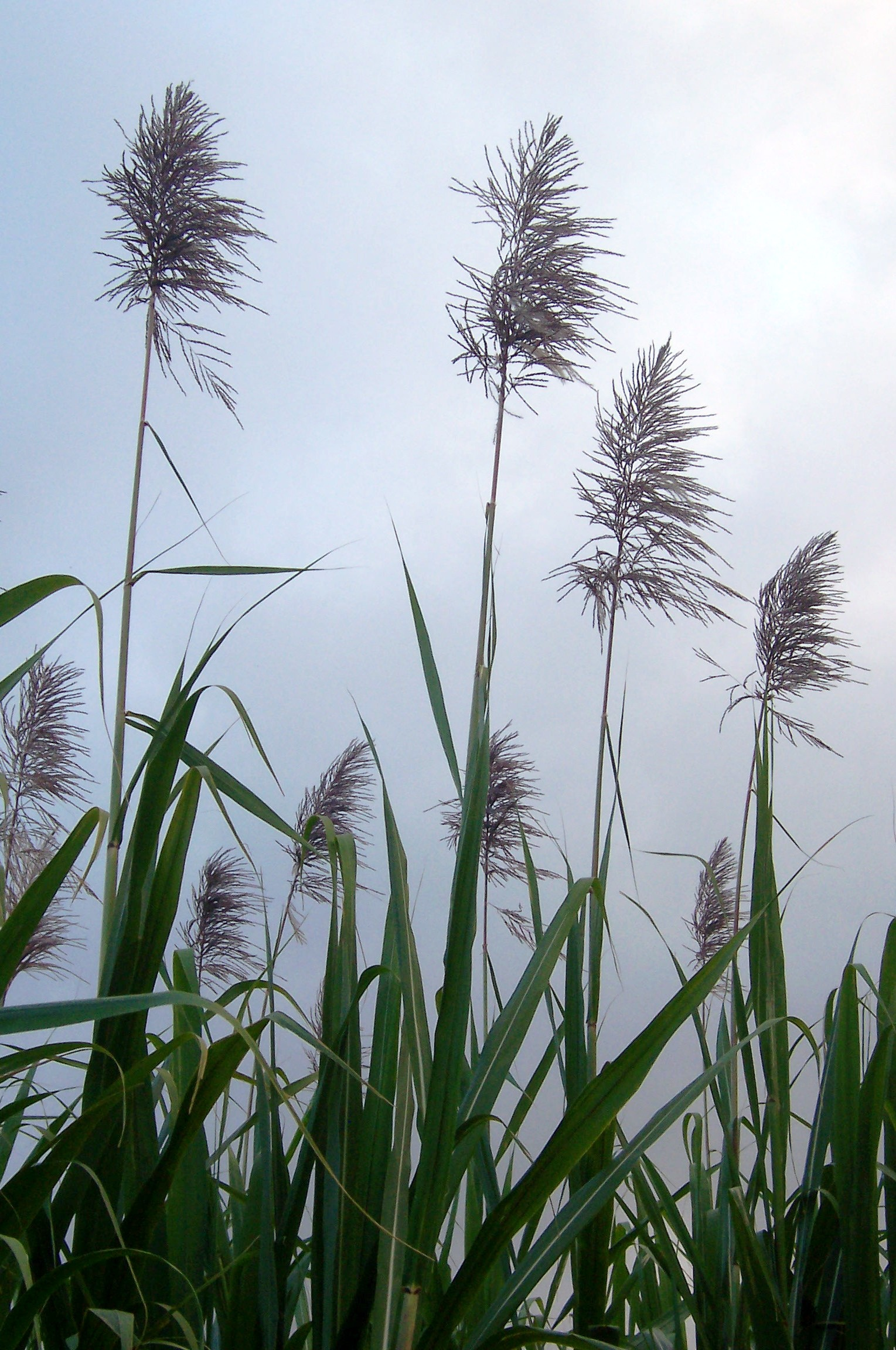
Inflorescencias de caña de azúcar (Saccharum officinarum, una panicóidea).

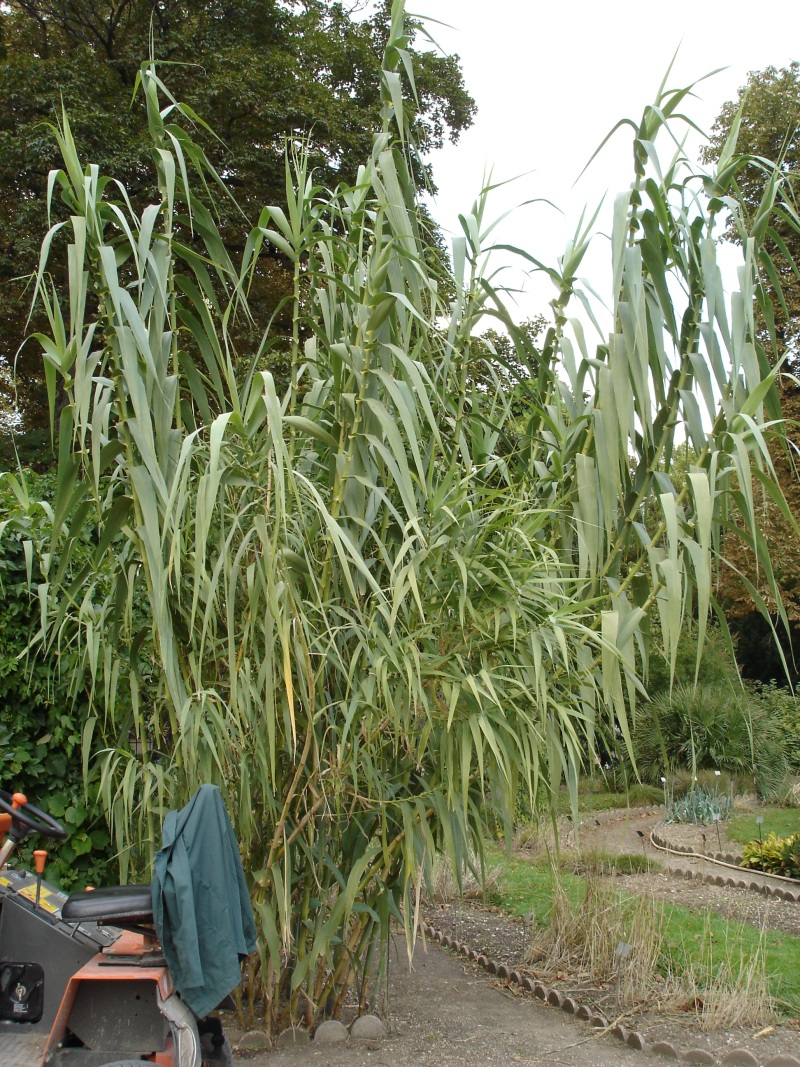
Arundo donax, una arundinóidea.

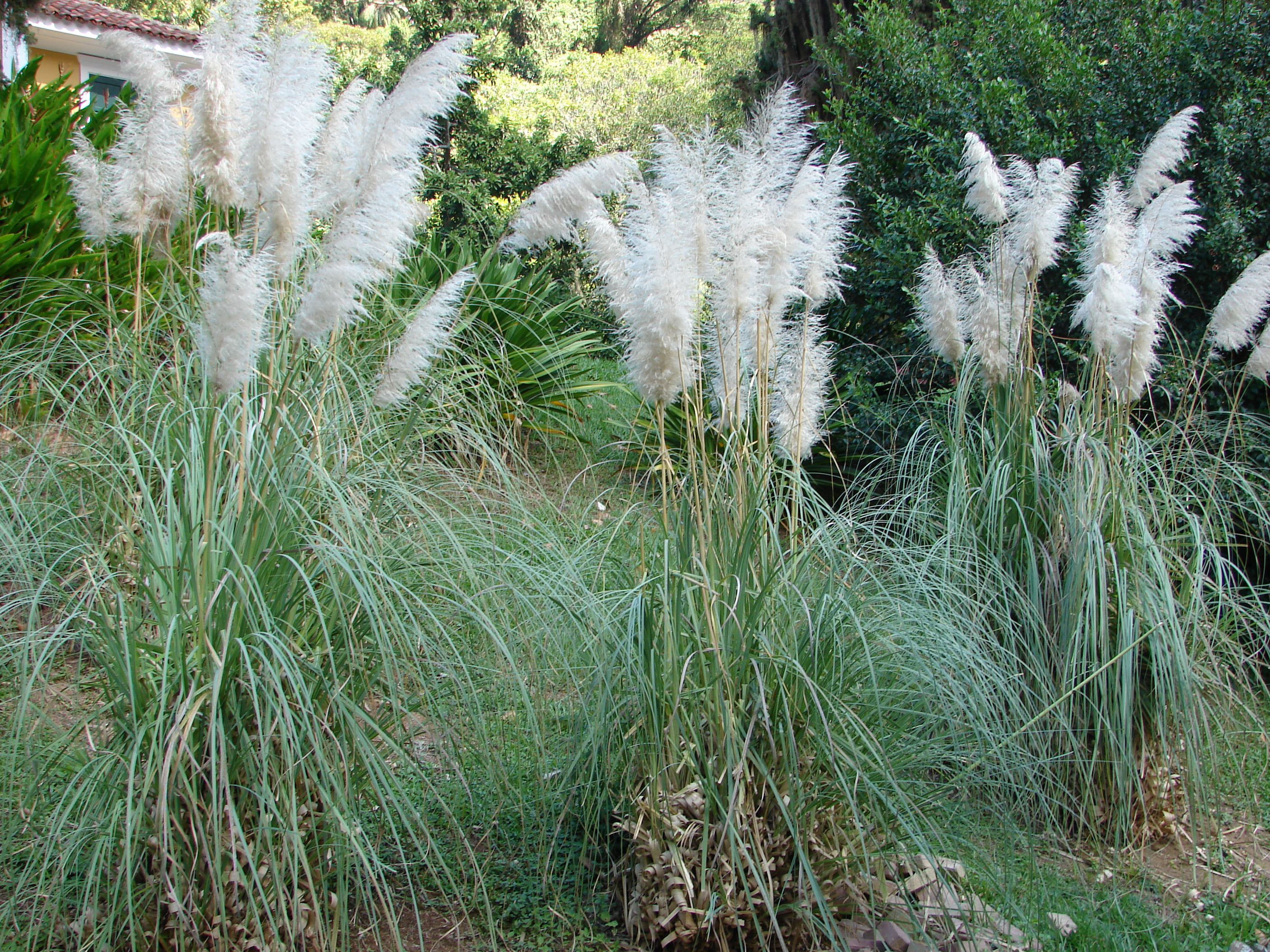
Cortaderia selloana, una dantonóidea.

|  | Arundinoideae sensu stricto |
|  |                             |
|  | Chloridoideae               |
|  |                             |
|  | Micrairoideae               |
|  |                             |

|  | Aristidoideae  |
|  |                |
|  | Danthonioideae |
|  |                |

|  | Panicoideae                 |
|  |                             |
|  | Centothecoideae             |
|  |                             |
|  | Arundinoideae sensu stricto |
|  |                             |
|  | Chloridoideae               |
|  |                             |
|  | Micrairoideae               |
|  |                             |

|  | Pooideae      |
|  |               |
|  | Ehrhartoideae |
|  |               |
|  | Bambusoideae  |
|  |               |

|  | Aristidoideae  |
|  |                |
|  | Danthonioideae |
|  |                |

|  | Panicoideae                 |
|  |                             |
|  | Centothecoideae             |
|  |                             |
|  | Arundinoideae sensu stricto |
|  |                             |
|  | Chloridoideae               |
|  |                             |
|  | Micrairoideae               |
|  |                             |

|  | Aristidoideae  |
|  |                |
|  | Danthonioideae |
|  |                |

|  | Panicoideae                 |
|  |                             |
|  | Centothecoideae             |
|  |                             |
|  | Arundinoideae sensu stricto |
|  |                             |
|  | Chloridoideae               |
|  |                             |
|  | Micrairoideae               |
|  |                             |

|  | Pooideae      |
|  |               |
|  | Ehrhartoideae |
|  |               |
|  | Bambusoideae  |
|  |               |

|  | Aristidoideae  |
|  |                |
|  | Danthonioideae |
|  |                |

|  | Panicoideae                 |
|  |                             |
|  | Centothecoideae             |
|  |                             |
|  | Arundinoideae sensu stricto |
|  |                             |
|  | Chloridoideae               |
|  |                             |
|  | Micrairoideae               |
|  |                             |

|  | Aristidoideae  |
|  |                |
|  | Danthonioideae |
|  |                |

|  | Panicoideae                 |
|  |                             |
|  | Centothecoideae             |
|  |                             |
|  | Arundinoideae sensu stricto |
|  |                             |
|  | Chloridoideae               |
|  |                             |
|  | Micrairoideae               |
|  |                             |

|  | Pooideae      |
|  |               |
|  | Ehrhartoideae |
|  |               |
|  | Bambusoideae  |
|  |               |

|  | Aristidoideae  |
|  |                |
|  | Danthonioideae |
|  |                |

|  | Panicoideae                 |
|  |                             |
|  | Centothecoideae             |
|  |                             |
|  | Arundinoideae sensu stricto |
|  |                             |
|  | Chloridoideae               |
|  |                             |
|  | Micrairoideae               |
|  |                             |

|  | Aristidoideae  |
|  |                |
|  | Danthonioideae |
|  |                |

|  | Panicoideae                 |
|  |                             |
|  | Centothecoideae             |
|  |                             |
|  | Arundinoideae sensu stricto |
|  |                             |
|  | Chloridoideae               |
|  |                             |
|  | Micrairoideae               |
|  |                             |

|  | Pooideae      |
|  |               |
|  | Ehrhartoideae |
|  |               |
|  | Bambusoideae  |
|  |               |

|  | Aristidoideae  |
|  |                |
|  | Danthonioideae |
|  |                |

|  | Panicoideae                 |
|  |                             |
|  | Centothecoideae             |
|  |                             |
|  | Arundinoideae sensu stricto |
|  |                             |
|  | Chloridoideae               |
|  |                             |
|  | Micrairoideae               |
|  |                             |

|  | Aristidoideae  |
|  |                |
|  | Danthonioideae |
|  |                |

|  | Panicoideae                 |
|  |                             |
|  | Centothecoideae             |
|  |                             |
|  | Arundinoideae sensu stricto |
|  |                             |
|  | Chloridoideae               |
|  |                             |
|  | Micrairoideae               |
|  |                             |

|  | Pooideae      |
|  |               |
|  | Ehrhartoideae |
|  |               |
|  | Bambusoideae  |
|  |               |

|  | Aristidoideae  |
|  |                |
|  | Danthonioideae |
|  |                |

|  | Panicoideae                 |
|  |                             |
|  | Centothecoideae             |
|  |                             |
|  | Arundinoideae sensu stricto |
|  |                             |
|  | Chloridoideae               |
|  |                             |
|  | Micrairoideae               |
|  |                             |

|  | Aristidoideae  |
|  |                |
|  | Danthonioideae |
|  |                |

|  | Panicoideae                 |
|  |                             |
|  | Centothecoideae             |
|  |                             |
|  | Arundinoideae sensu stricto |
|  |                             |
|  | Chloridoideae               |
|  |                             |
|  | Micrairoideae               |
|  |                             |

|  | Pooideae      |
|  |               |
|  | Ehrhartoideae |
|  |               |
|  | Bambusoideae  |
|  |               |

|  | Aristidoideae  |
|  |                |
|  | Danthonioideae |
|  |                |

|  | Panicoideae                 |
|  |                             |
|  | Centothecoideae             |
|  |                             |
|  | Arundinoideae sensu stricto |
|  |                             |
|  | Chloridoideae               |
|  |                             |
|  | Micrairoideae               |
|  |                             |

|  | Aristidoideae  |
|  |                |
|  | Danthonioideae |
|  |                |

|  | Panicoideae                 |
|  |                             |
|  | Centothecoideae             |
|  |                             |
|  | Arundinoideae sensu stricto |
|  |                             |
|  | Chloridoideae               |
|  |                             |
|  | Micrairoideae               |
|  |                             |

|  | Pooideae      |
|  |               |
|  | Ehrhartoideae |
|  |               |
|  | Bambusoideae  |
|  |               |

|  | Aristidoideae  |
|  |                |
|  | Danthonioideae |
|  |                |

|  | Panicoideae                 |
|  |                             |
|  | Centothecoideae             |
|  |                             |
|  | Arundinoideae sensu stricto |
|  |                             |
|  | Chloridoideae               |
|  |                             |
|  | Micrairoideae               |
|  |                             |

|  | Aristidoideae  |
|  |                |
|  | Danthonioideae |
|  |                |

|  | Panicoideae                 |
|  |                             |
|  | Centothecoideae             |
|  |                             |
|  | Arundinoideae sensu stricto |
|  |                             |
|  | Chloridoideae               |
|  |                             |
|  | Micrairoideae               |
|  |                             |

|  | Pooideae      |
|  |               |
|  | Ehrhartoideae |
|  |               |
|  | Bambusoideae  |
|  |               |

|  | Aristidoideae  |
|  |                |
|  | Danthonioideae |
|  |                |

|  | Panicoideae                 |
|  |                             |
|  | Centothecoideae             |
|  |                             |
|  | Arundinoideae sensu stricto |
|  |                             |
|  | Chloridoideae               |
|  |                             |
|  | Micrairoideae               |
|  |                             |

|  | Aristidoideae  |
|  |                |
|  | Danthonioideae |
|  |                |

|  | Panicoideae                 |
|  |                             |
|  | Centothecoideae             |
|  |                             |
|  | Arundinoideae sensu stricto |
|  |                             |
|  | Chloridoideae               |
|  |                             |
|  | Micrairoideae               |
|  |                             |

|  | Pooideae      |
|  |               |
|  | Ehrhartoideae |
|  |               |
|  | Bambusoideae  |
|  |               |

|  | Aristidoideae  |
|  |                |
|  | Danthonioideae |
|  |                |

|  | Panicoideae                 |
|  |                             |
|  | Centothecoideae             |
|  |                             |
|  | Arundinoideae sensu stricto |
|  |                             |
|  | Chloridoideae               |
|  |                             |
|  | Micrairoideae               |
|  |                             |

|  | Aristidoideae  |
|  |                |
|  | Danthonioideae |
|  |                |

|  | Panicoideae                 |
|  |                             |
|  | Centothecoideae             |
|  |                             |
|  | Arundinoideae sensu stricto |
|  |                             |
|  | Chloridoideae               |
|  |                             |
|  | Micrairoideae               |
|  |                             |

|  | Pooideae      |
|  |               |
|  | Ehrhartoideae |
|  |               |
|  | Bambusoideae  |
|  |               |

|  | Aristidoideae  |
|  |                |
|  | Danthonioideae |
|  |                |

|  | Panicoideae                 |
|  |                             |
|  | Centothecoideae             |
|  |                             |
|  | Arundinoideae sensu stricto |
|  |                             |
|  | Chloridoideae               |
|  |                             |
|  | Micrairoideae               |
|  |                             |

|  | Aristidoideae  |
|  |                |
|  | Danthonioideae |
|  |                |

|  | Panicoideae                 |
|  |                             |
|  | Centothecoideae             |
|  |                             |
|  | Arundinoideae sensu stricto |
|  |                             |
|  | Chloridoideae               |
|  |                             |
|  | Micrairoideae               |
|  |                             |

|  | Pooideae      |
|  |               |
|  | Ehrhartoideae |
|  |               |
|  | Bambusoideae  |
|  |               |

|  | Aristidoideae  |
|  |                |
|  | Danthonioideae |
|  |                |

|  | Panicoideae                 |
|  |                             |
|  | Centothecoideae             |
|  |                             |
|  | Arundinoideae sensu stricto |
|  |                             |
|  | Chloridoideae               |
|  |                             |
|  | Micrairoideae               |
|  |                             |

|  | Aristidoideae  |
|  |                |
|  | Danthonioideae |
|  |                |

|  | Panicoideae                 |
|  |                             |
|  | Centothecoideae             |
|  |                             |
|  | Arundinoideae sensu stricto |
|  |                             |
|  | Chloridoideae               |
|  |                             |
|  | Micrairoideae               |
|  |                             |

|  | Pooideae      |
|  |               |
|  | Ehrhartoideae |
|  |               |
|  | Bambusoideae  |
|  |               |

|  | Aristidoideae  |
|  |                |
|  | Danthonioideae |
|  |                |

|  | Panicoideae                 |
|  |                             |
|  | Centothecoideae             |
|  |                             |
|  | Arundinoideae sensu stricto |
|  |                             |
|  | Chloridoideae               |
|  |                             |
|  | Micrairoideae               |
|  |                             |

|  | Aristidoideae  |
|  |                |
|  | Danthonioideae |
|  |                |

|  | Panicoideae                 |
|  |                             |
|  | Centothecoideae             |
|  |                             |
|  | Arundinoideae sensu stricto |
|  |                             |
|  | Chloridoideae               |
|  |                             |
|  | Micrairoideae               |
|  |                             |

|  | Pooideae      |
|  |               |
|  | Ehrhartoideae |
|  |               |
|  | Bambusoideae  |
|  |               |

|  | Aristidoideae  |
|  |                |
|  | Danthonioideae |
|  |                |

|  | Panicoideae                 |
|  |                             |
|  | Centothecoideae             |
|  |                             |
|  | Arundinoideae sensu stricto |
|  |                             |
|  | Chloridoideae               |
|  |                             |
|  | Micrairoideae               |
|  |                             |

|  | Aristidoideae  |
|  |                |
|  | Danthonioideae |
|  |                |

|  | Panicoideae                 |
|  |                             |
|  | Centothecoideae             |
|  |                             |
|  | Arundinoideae sensu stricto |
|  |                             |
|  | Chloridoideae               |
|  |                             |
|  | Micrairoideae               |
|  |                             |

|  | Pooideae      |
|  |               |
|  | Ehrhartoideae |
|  |               |
|  | Bambusoideae  |
|  |               |

|  | Aristidoideae  |
|  |                |
|  | Danthonioideae |
|  |                |

|  | Panicoideae                 |
|  |                             |
|  | Centothecoideae             |
|  |                             |
|  | Arundinoideae sensu stricto |
|  |                             |
|  | Chloridoideae               |
|  |                             |
|  | Micrairoideae               |
|  |                             |

|  | Aristidoideae  |
|  |                |
|  | Danthonioideae |
|  |                |

|  | Panicoideae                 |
|  |                             |
|  | Centothecoideae             |
|  |                             |
|  | Arundinoideae sensu stricto |
|  |                             |
|  | Chloridoideae               |
|  |                             |
|  | Micrairoideae               |
|  |                             |

|  | Pooideae      |
|  |               |
|  | Ehrhartoideae |
|  |               |
|  | Bambusoideae  |
|  |               |

|  | Aristidoideae  |
|  |                |
|  | Danthonioideae |
|  |                |

|  | Panicoideae                 |
|  |                             |
|  | Centothecoideae             |
|  |                             |
|  | Arundinoideae sensu stricto |
|  |                             |
|  | Chloridoideae               |
|  |                             |
|  | Micrairoideae               |
|  |                             |

|  | Aristidoideae  |
|  |                |
|  | Danthonioideae |
|  |                |

|  | Panicoideae                 |
|  |                             |
|  | Centothecoideae             |
|  |                             |
|  | Arundinoideae sensu stricto |
|  |                             |
|  | Chloridoideae               |
|  |                             |
|  | Micrairoideae               |
|  |                             |

### Taxonomía
La familia fue reconocida por todos los sistemas de clasificación de plantas, comenzando por el de Carlos Linneo en su obra Systema naturae pasando por los de Adolf Engler, Arthur Cronquist, Armen Takhtajan, entre muchos otros. Los sistemas modernos de clasificación (sistema de clasificación APG III, y los dos sistemas filogenéticos previos, APGI y APGII) también reconocen a esta familia.
Entre los caracteres diagnósticos de la familia se hallan varios de los órganos ya descriptos: las hojas que tienen vainas largas y abiertas y las lígulas en la unión entre la vaina y la lámina, los tallos redondos y usualmente huecos en los entrenudos, y las inflorescencias cuya unidad básica es la espiguilla. Las flores individuales son pequeñas, con perianto inconspicuo y con un gineceo que usualmente tiene dos estigmas plumosos y un único óvulo. En el fruto seco, de tipo aquenio (cariopse), el embrión —relativamente grande— ocupa una posición lateral y se ubica junto al tegumento de la semilla.
Son particularmente útiles para la identificación de los géneros los caracteres de la espiguilla, como el tamaño, el plano de compresión, la presencia o ausencia de glumas, el número de flores por espiguilla, la presencia de flores estériles o incompletas, el número de venas en las glumas y las glumelas, la presencia o ausencia de aristas, y la forma de las inflorescencias secundarias.

#### Subfamilias
A continuación se brinda una descripción de las subfamilias de las gramíneas y de los géneros más importantes o representativos dentro de cada una.

##### Anomochlooideae
Las anomoclóideas son plantas herbáceas y presentan inflorescencias con una morfología característica que no se parecen a las espiguillas típicas o usuales de las restantes gramíneas. Parecen ser el clado hermano de todo el resto de la familia, Soreng y Davis 1998 lo cual sugiere que la espiguilla característica de los pastos probablemente se originó luego de que las anomoclóideas divergieran del resto de las gramíneas. Los integrantes de esta subfamilia presentan pseudopecíolo con un pulvínulo apical, la lígula de las hojas transformada en un mechón de pelos y las ramas de la inflorescencia cimosas. En la inflorescencia presentan dos brácteas a lo largo de cada ramificación y dos más debajo de cada flor, o bien las flores se disponen en forma espiralada a lo largo de ejes racimosos, con varias brácteas debajo de cada flor. Las anteras son centrifijas (en Anomochloa) o casi basifijas (Streptochaeta). Característicamente, la primera hoja de la plántula carece de lámina foliar. Los números cromosómicos básicos son x=11 y 18. Las especies pertenecientes a esta subfamilia fueron originalmente incluidas dentro de las bambusóideas, pero actualmente se reconoce que solo poseen un parentesco distante con ellas. La subfamilia incluye a dos géneros —Anomochloa y Streptochaeta— con cuatro especies que habitan selvas y se distribuyen desde Centroamérica hasta el sudeste de Brasil.

##### Pharoideae
Las faróideas se caracterizan por sus hojas resupinadas, es decir, con las láminas foliares con la cara abaxial hacia arriba. Las espiguillas son unifloras y presentan seis estambres con las anteras centrifijas. El coleoptile presenta lámina. Esta subfamilia incluye cuatro géneros y unas doce especies pantropicales, las cuales habitan en las selvas.
Esta subfamilia, junto con Anomochlooideae y Puelioideae, fue tradicionalmente incluida dentro de las bambusóideas, pero los estudios filogenéticos sobre datos moleculares han demostrado que las tres son los clados basales de toda la familia de las gramíneas. Las faróideas se diferencian de las puelióideas por sus espiguillas unifloras y sus estigmas trífidos.

##### Puelioideae
Las puelióideas junto con las demás subfamilias de gramíneas, pero a excepción de las puelióideas y las anomoclóideas, presentan gineceos con dos estigmas y espiguillas que se desarticulan por encima de las glumas a la madurez. Se caracterizan además por su androceo con seis estambres. Incluye dos géneros —Guaduella y Puelia— y aproximadamente once especies distribuidas por África tropical.

##### Bambusoideae

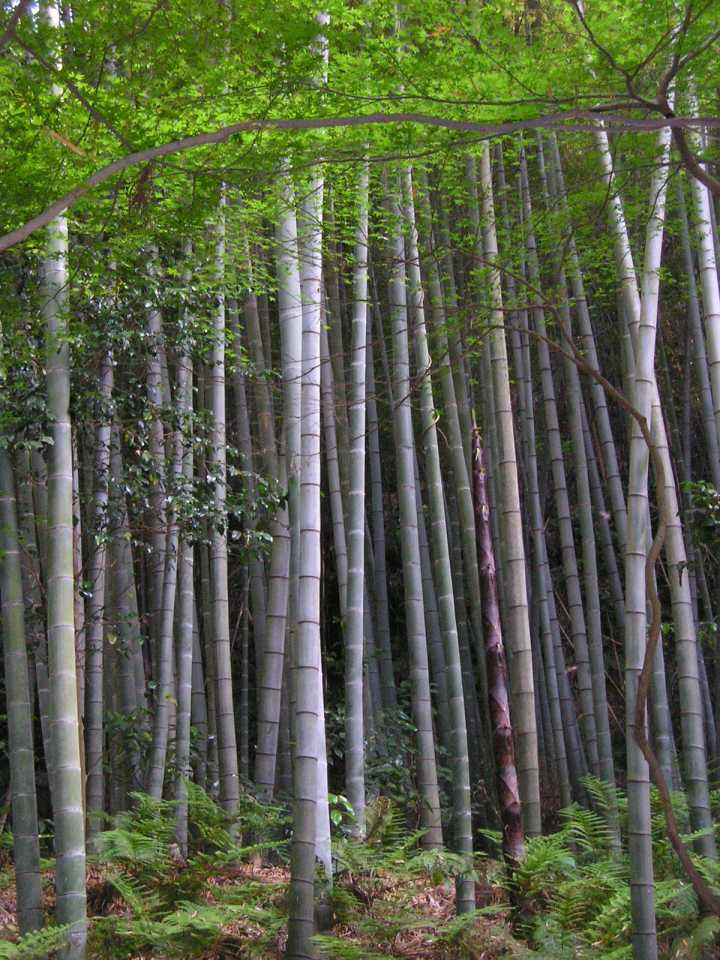
Bosque de bambúes, Japón.

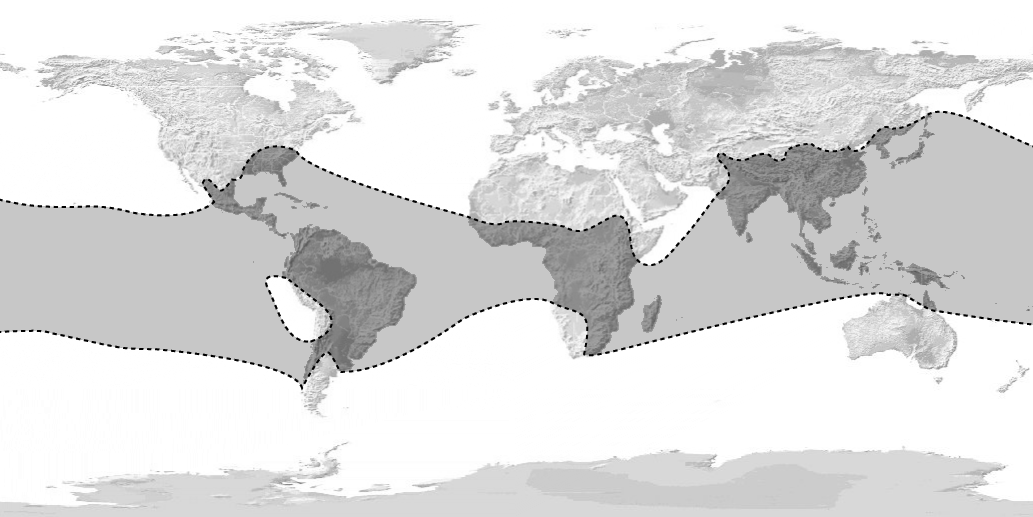
Distribución de las bambusoideas en el mundo.

Las bambusóideas, en sentido restringido, incluyen tanto especies herbáceas como leñosas y son casi exclusivamente tropicales en su distribución. Las hojas son pseudopecioladas. Las flores presentan tres lodículas y un androceo con seis estambres, raramente de dos a 14. El ovario lleva dos o tres estigmas, raramente uno solo. La primera hoja de las plántulas no presenta lámina. Los números cromosómicos básicos son x=7 y x=9 a 12. Incluye 112 géneros con aproximadamente 1647 especies tropicales a templadas.
La diversificación dentro de los bambúes ocurrió hace 30 a 40 millones de años. Los bambúes leñosos forman un grupo monofilético hermano del clado que contiene a las especies herbáceas. Los bambúes leñosos, con sus tallos de hasta 40 metros de altura, ciertamente no se parecen al césped. La floración en muchas de estas especies también es inusual, ya que ocurre en ciclos de hasta 120 años. Aun cuando los tallos individuales viven por solo una o unas pocas décadas, alguna forma de "reloj" hace que los tallos florezcan todos al mismo tiempo en todo el rango de distribución de la especie, causando a veces bruscos cambios ecológicos, como los que se asocian a las ratadas. Algunos géneros de bambúes leñosos son Bambusa (120 especies), Chusquea (100 especies), Arundinaria (50 especies), Sasa (50 especies), y Phyllostachys (45 especies).

##### Ehrhartoideae

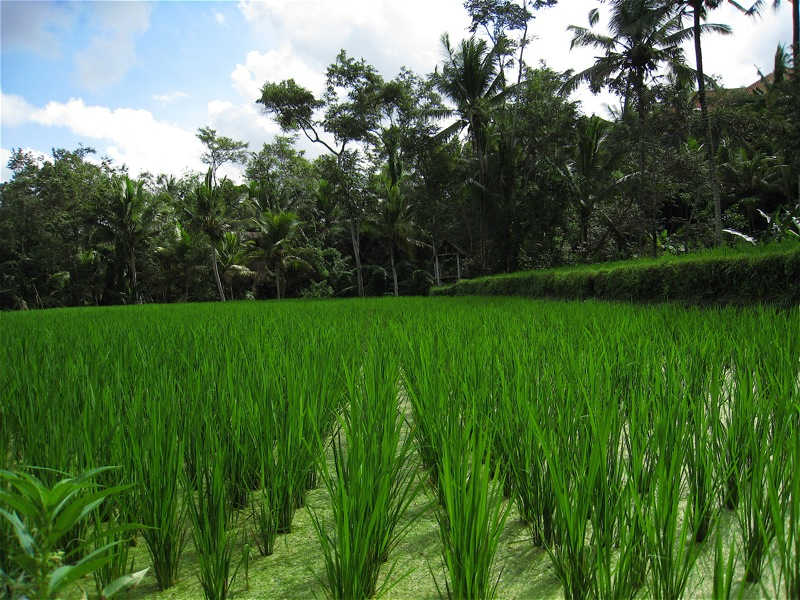
Cultivo de arroz, uno de los cereales más importantes del mundo, el cual se incluye dentro de las erartóideas.

Los miembros de esta subfamilia presentan espiguillas con glumas muy reducidas y el androceo con seis estambres, raramente con uno solo. Los números cromosómicos básicos de esta subfamilia son x=10 y x=15. Comprende 21 géneros y 111 especies, entre las que se incluyen a los miembros de las tribus Ehrharteae del Hemisferio Sur, así como al cosmopolita Oryzeae. Este último es acuático o de tierras húmedas. El representante más conocido de la tribu Oryzeae es el arroz asiático Oryza sativa, uno de los cultivos más importantes del mundo. En el norte de África también se cultiva otra de las 22 especies de Oryza: O. glaberrima. En Estados Unidos cobra importancia otra especie de la tribu, Zizania aquatica, el arroz silvestre norteamericano.

##### Pooideae
Esta subfamilia es la más grande de las gramíneas. Consiste en 194 géneros que integran unas 4200 especies. Se distribuyen en las regiones de clima templado de todo el globo. Entre los géneros sobresalientes se incluyen importantes cereales, como el trigo, la cebada y la avena, y también al centeno (Secale cereale), a los pastos utilizados para césped (como Poa, con 500 especies), para heno (Festuca, 450 especies), para pasturas (como Phleum, Dactylis), y algunas malas hierbas (como Agrostis, con 220 especies, y Poa). Otros géneros importantes de esta subfamilia son Stipa (300 especies), Calamagrostis (270 especies), Bromus (150 especies), y Elymus (150 especies). Las poóideas se distinguen porque las ramificaciones principales de la inflorescencia son dísticas, la lemma usualmente consta de cinco nervios. Además, presentan oligosacáridos derivados de la fructosa en el tallo. Presentan cromosomas usualmente largos y el número cromosómico básico es x=7, más raramente x=2, 4, 5 o 6.

##### Chloridoideae

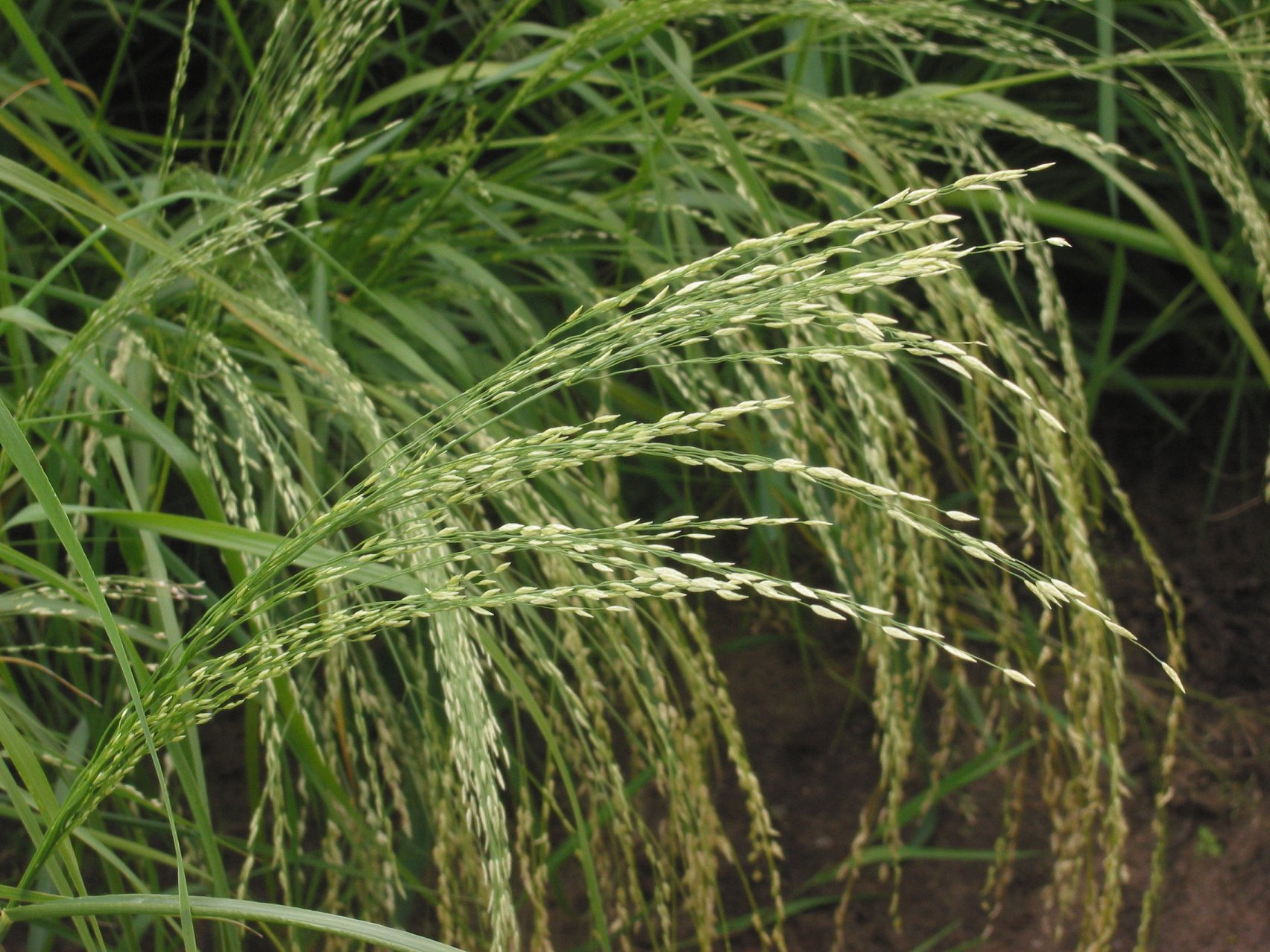
Inflorescencias de Eragrostis tef, una cloridóidea.

Los integrantes de las cloridoideas presentan espiguillas que se desarticulan por encima de las glumas y pelos bicelulares distintivos en la epidermis de las hojas. No obstante, este último carácter puede ser una sinapomorfía de solo un subgrupo del clado. Todo el clado salvo dos especies muestra fotosíntesis por la vía del C4. Los números cromosómicos básicos prevalecientes en la subfamilia son x=9 y x=19, aunque existen géneros con x=7 y 8. La subfamilia se distribuye principalmente en regiones tropicales áridas y semiáridas, donde se supone que la fotosíntesis C4 es ventajosa. Los centros de distribución ubicados en África y Australia sugieren un origen en el Hemisferio Norte. Algunos géneros importantes son Eragrostis (350 especies), Muhlenbergia (160 especies), Sporobolus (160 especies), Chloris (55 especies), Spartina (15 especies) y Eustachys (10 especies).

##### Panicoideae

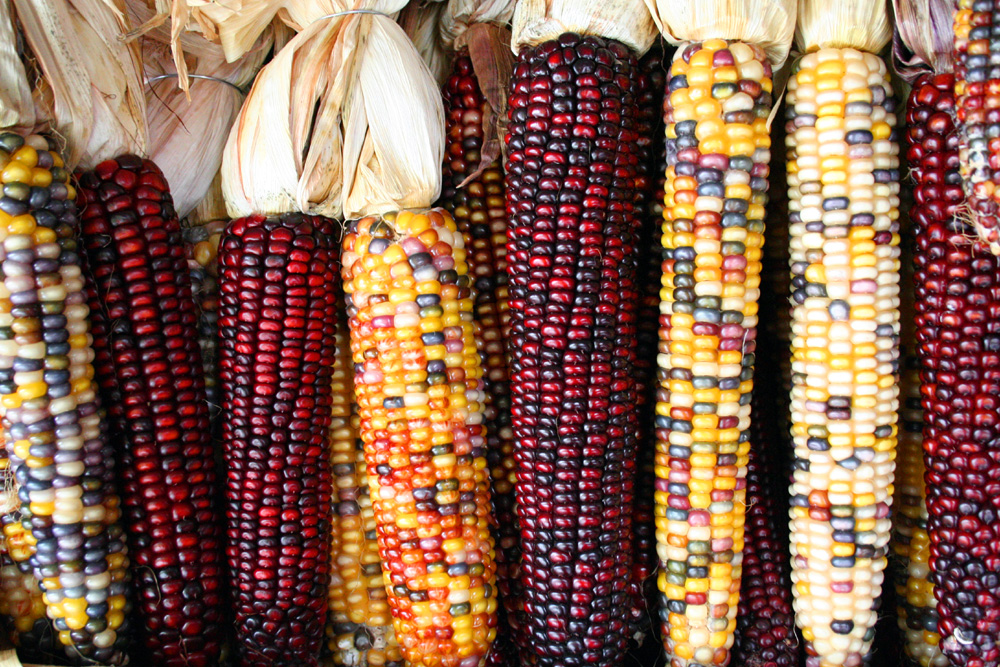
Distintos colores de granos en espigas de maíz (Zea mays, una panicóidea).

Las panicóideas han sido reconocidas taxonómicamente desde hace mucho tiempo, debido a sus espiguillas características. Las cañas son usualmente sólidas, las espiguillas se hallan comprimidas dorsalmente, no presentan raquilla y son bifloras. La desarticulación de la espiguilla a la madurez se produce por debajo de las glumas. El tipo de fisiología de la fotosíntesis prevaleciente es la C4. Los gránulos de almidón en el endosperma son simples. Los números cromosómicos básicos más típicos son x=5, 9 y 10, aunque también se hallan especies con x=7, 12 y 14.
La subfamilia es principalmente tropical y contiene dos grandes tribus, Andropogoneae y Paniceae, junto con un número de grupos pequeños. Las andropogóneas son relativamente fáciles de reconocer debido a sus espiguillas dispuestas de a pares. Las paníceas no son tan homogéneas como los miembros de Andropogoneae. La subfamilia comprende 203 géneros y 3.600 especies. Entre los géneros más importantes se incluyen Panicum (470 especies, polifilético), Paspalum (330 especies), Andropogon (100 especies), Setaria (100 especies), Sorghum (20 especies), y Zea (4 especies). El sorgo y el maíz son dos cultivos de gran importancia económica y ambos se incluyen en esta subfamilia.

##### Centothecoideae
Las centotecoideas son una subfamilia pobremente estudiada. Está constituida por unas 30 especies distribuidas en 11 géneros que habitan selvas templadas cálidas a tropicales. Su característica más distintiva es la presencia de estilo en la flor y de epiblasto en el embrión. El número cromosómico básico más frecuente es x=12, aunque también hay géneros con x=11.

##### Arundinoideae
Con 14 géneros y entre 20 a 38 especies, las arundinoideas son una subfamilia cuya exacta delimitación todavía no es clara. Son gramíneas hidrofíticas a xerofíticas que habitan regiones templadas a tropicales. Sus números cromosómicos básicos son x=6, 9 y 12. Arundo (con 3 especies, Arundo donax es la caña de Castilla) y Phragmites (2 especies) son los géneros más conocidos de esta subfamilia.

##### Micrairoideae
Esta subfamilia monofilética perteneciente al clado PACCMAD ha sido reinstalada y circunscripta nuevamente en el año 2007. Los miembros de la misma presentan estomas con células subsidiarias en forma de domo, las lígulas con mechones de pelos, embriones pequeños, fotosíntesis C4, granos de almidón simples en el endosperma. Comprende 8 géneros y unas 170 especies en su mayoría tropicales. Algunos de los géneros (como por ejemplo Eriachne) no estaban asignados a ninguna familia hasta hace poco tiempo y otros estaban incluidos en otras subfamilias (ejemplo Isachne en las Panicoideas). Incluye a los géneros Isachne (100 especies), Eriachne (35 especies) y Micraira (8 especies).

##### Aristidoideae
Las aristoideas incluyen 3 géneros y de 300 a 385 especies de regiones templadas cálidas, con aristas con una columna basal y fotosíntesis del tipo C4. Los números cromosómicos básicos son x=11 y x=12. Comprende al gran género Aristida (230 a 330 especies) y Stipagrostis (50 especies).

##### Danthonioideae
Danthonioideae es una subfamilia bastante distribuida en todo el globo, especialmente en el Hemisferio Sur. Presentan profilos bilobados y las sinérgidas del saco embrionario de tipo haustorial. Los números cromosómicos básicos son x=6, 7 y 9. Comprende 19 géneros y unas 270 especies. Entre los géneros con mayor número de especies se hallan Danthonia (100 especies) y Rytidosperma (90 especies). Cortaderia selloana es la popular "cortadera" una gramínea ornamental que se incluye dentro de esta subfamilia.

#### Lista de géneros
El listado de todos los géneros conocidos de gramíneas, ordenados alfabéticamente, se provee en el anexo denominado géneros de Poaceae. En muchos casos se listan sinónimos. Los enlaces a sinónimos llevan al nombre de género preferido.

### Sinonimia
La familia o alguna de sus subfamilias poseen los siguientes sinónimos:
Aegilopaceae, Agrostidaceae, Alopecuraceae, Andropogonaceae, Anomochloaceae, Arundinaceae, Arundinellaceae, Avenaceae, Bambusaceae, Chloridaceae, Eragrostidaceae, Festucaceae, Hordeaceae, Lepturaceae, Melicaceae, Miliaceae, Nardaceae, Oryzaceae, Panicaceae, Pappophoraceae, Parianaceae, Phalaridaceae, Pharaceae, Saccharaceae, Spartinaceae, Sporobolaceae, Stipaceae, Streptochaetaceae, Triticaceae, Zeaceae.

## Importancia económica

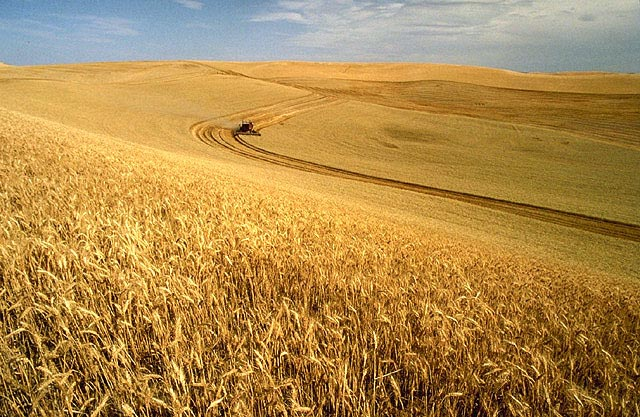
Cosecha del trigo (Triticum aestivum), uno de los principales cereales del mundo.

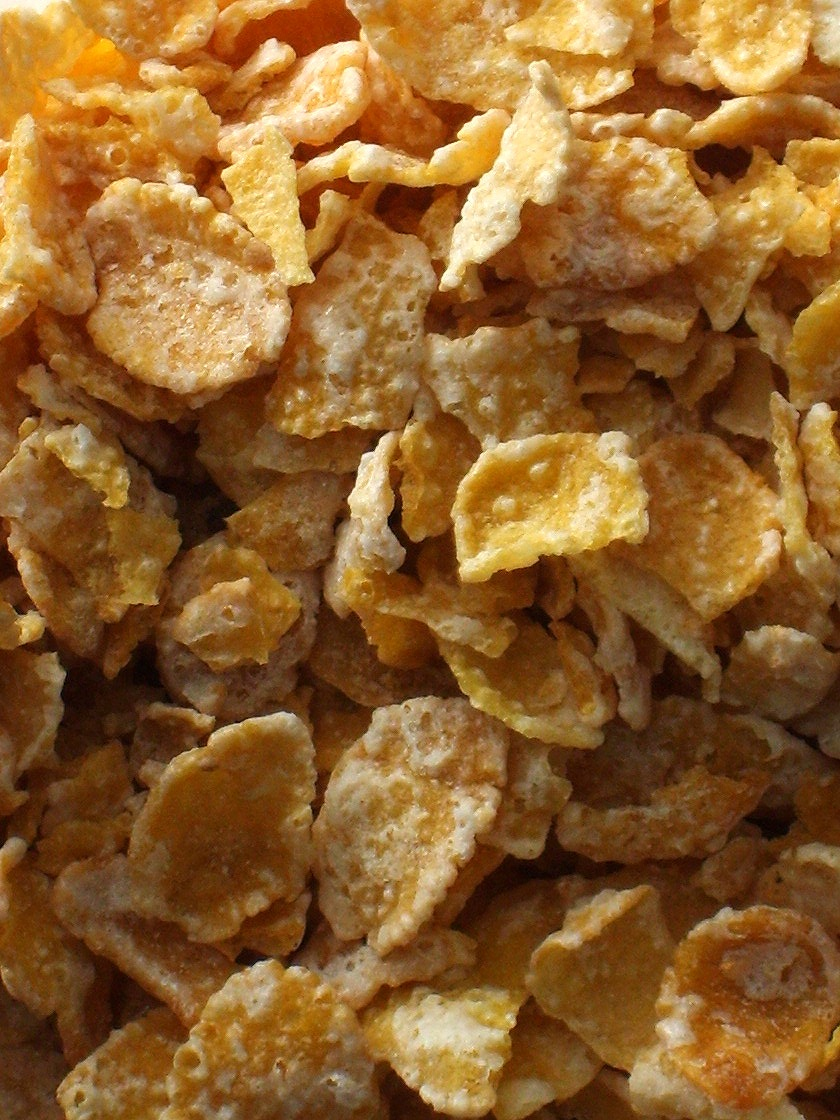
Hojuelas de maíz (Zea mays), uno de los innumerables productos de los cereales.

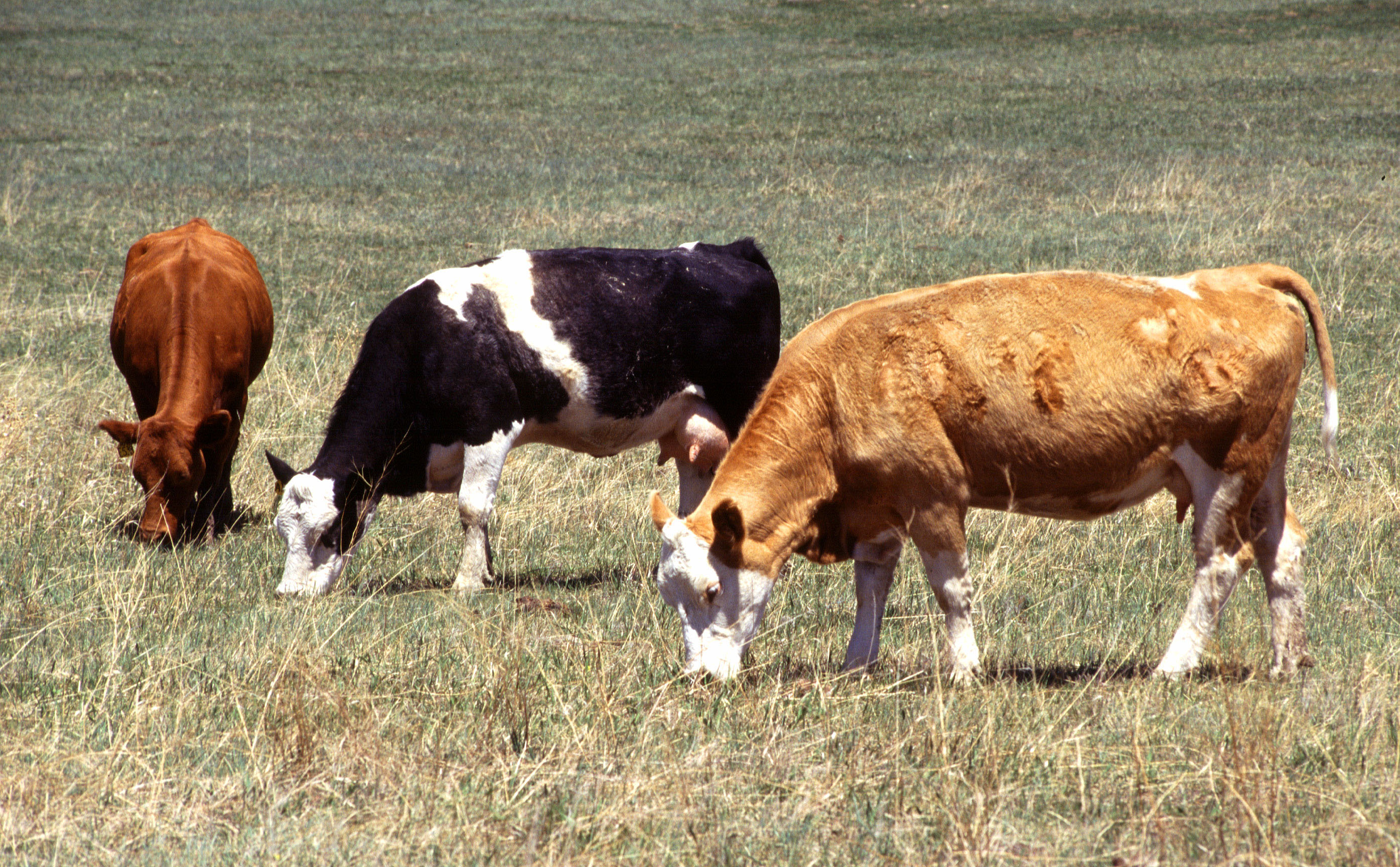
Vacas pastando sobre una pradera de gramíneas.

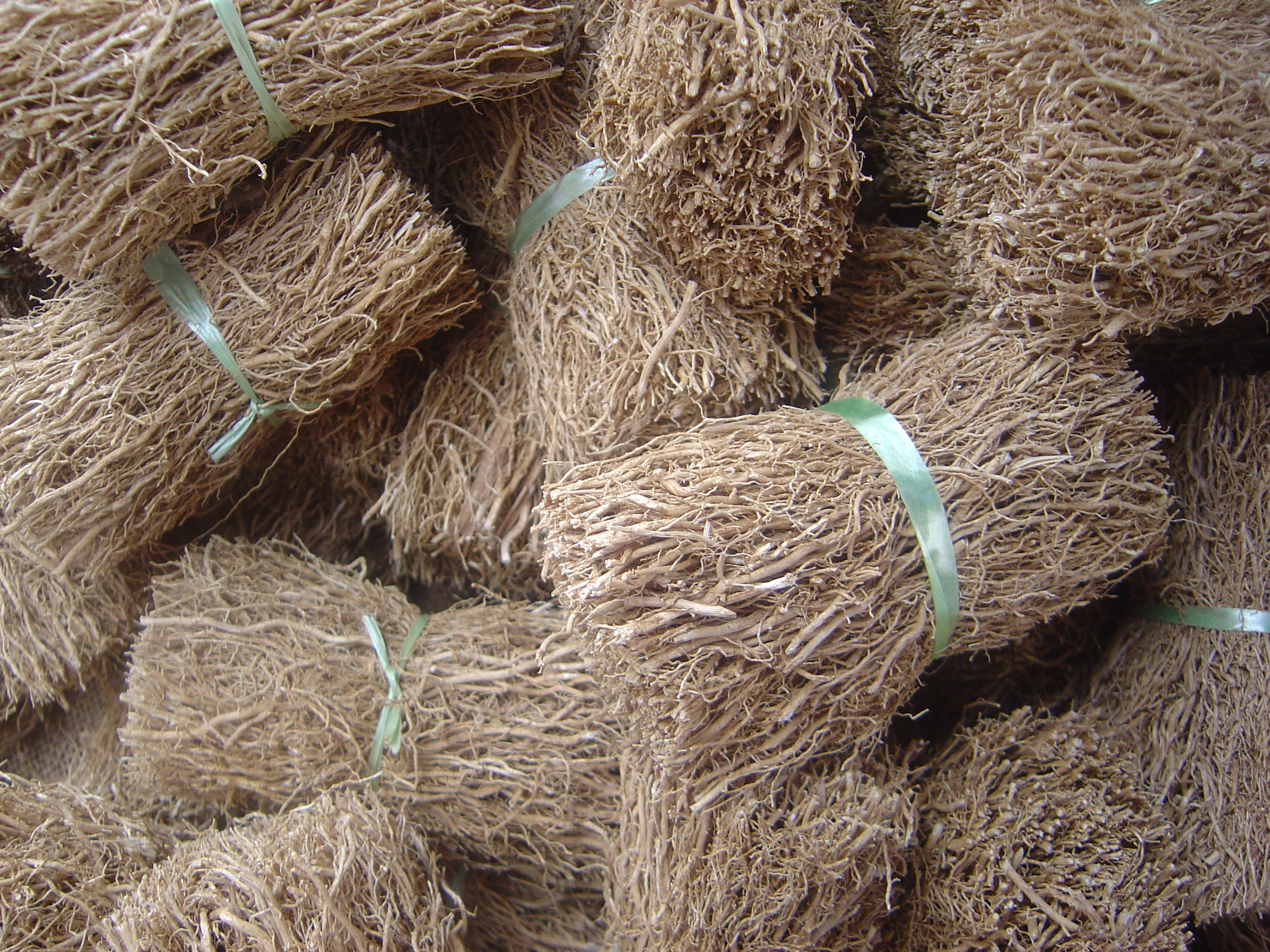
Chrysopogon zizanioides, una especie perfumífera. Se observan atados de raíces de vetiveria listos para la venta, Isla de la Reunión.

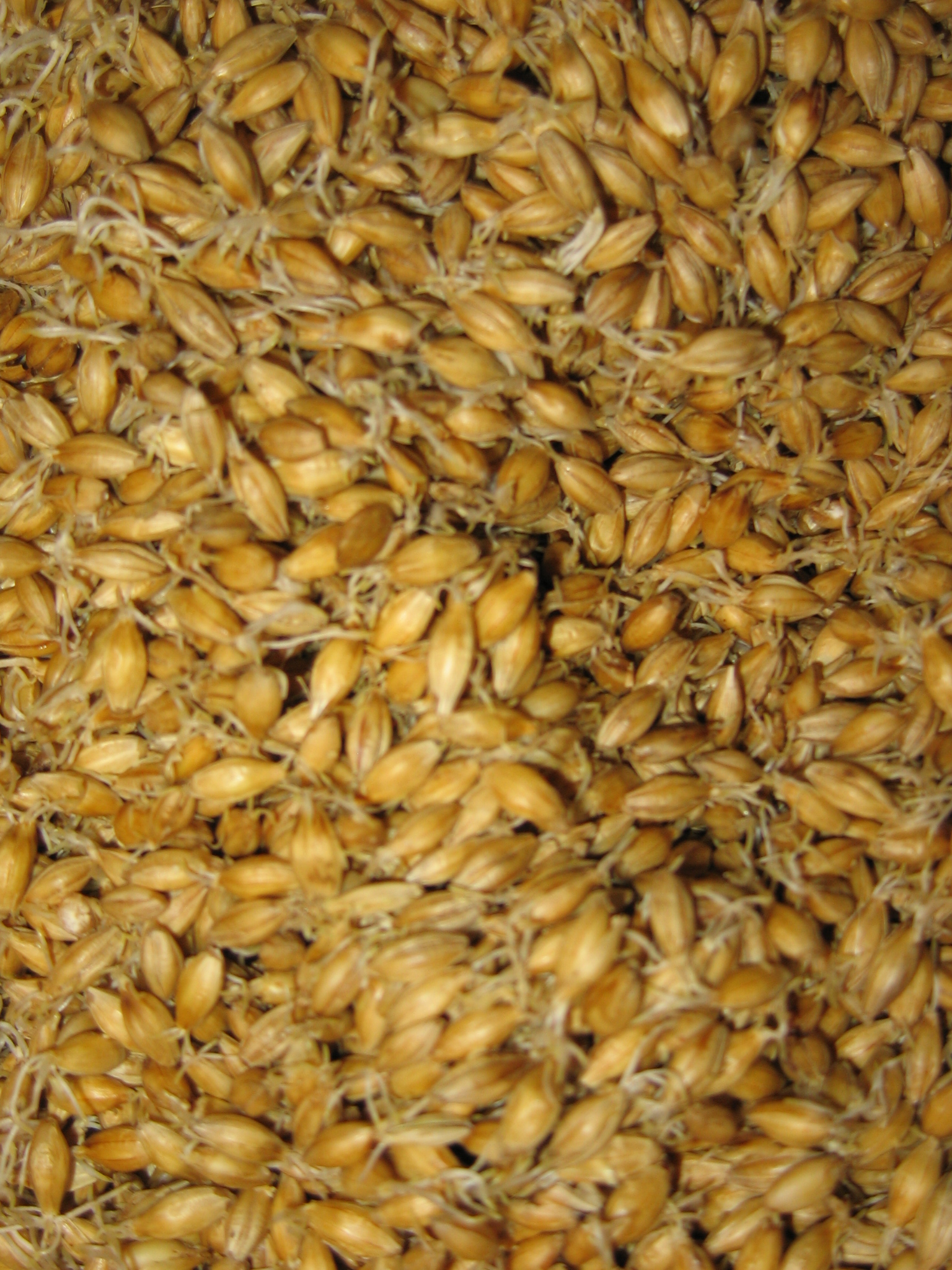
Malta utilizada para la elaboración del whisky.

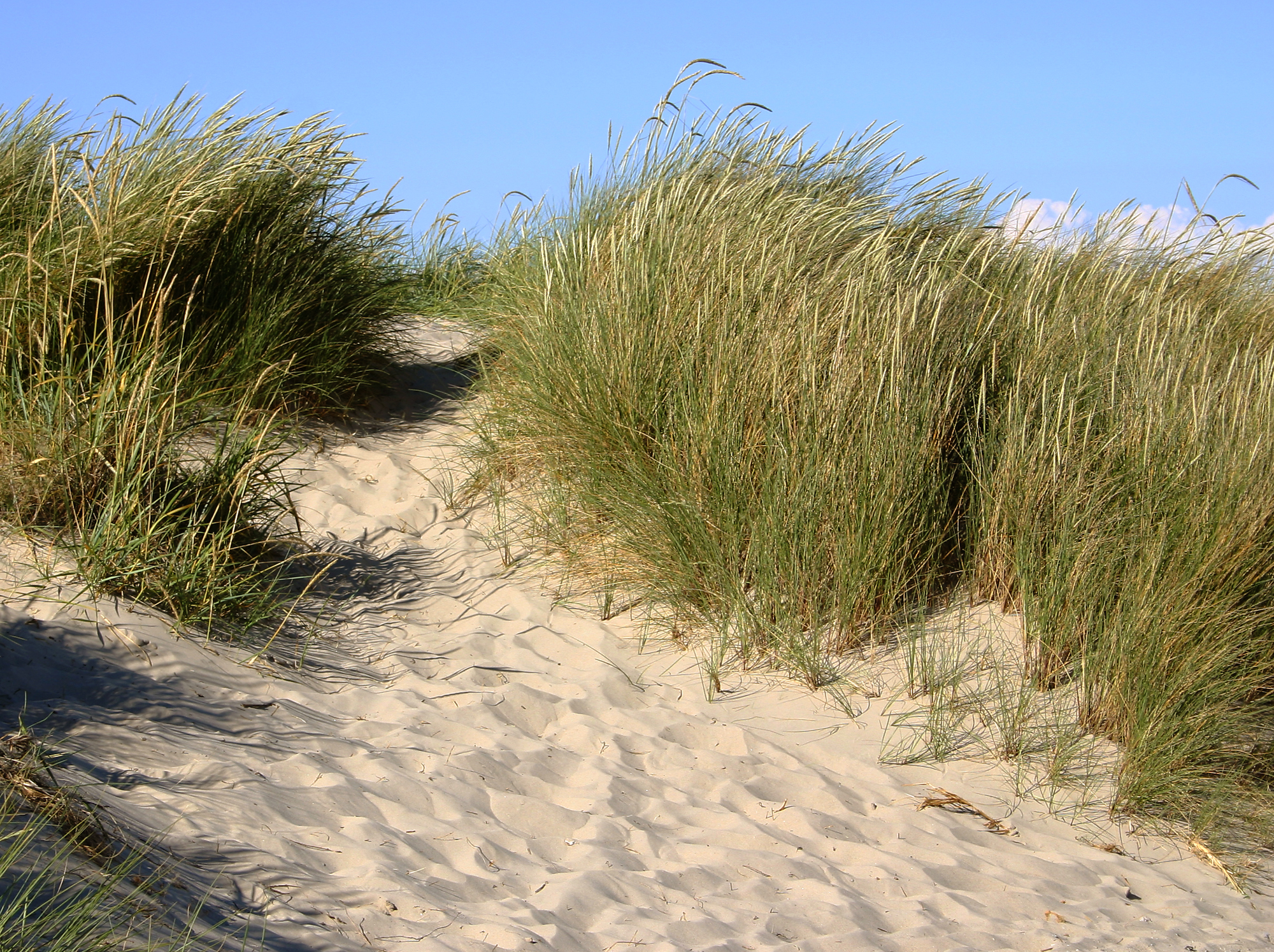
Muchas gramíneas son excelentes fijadoras de dunas. En la imagen se observa una de tales especies, Ammophila arenaria, en Grenen, Dinamarca.

La familia de las gramíneas es probablemente la que mayor importancia tiene para la economía humana. De hecho, alrededor del 70 % de la superficie cultivable del mundo está sembrada con gramíneas y el 50 % de las calorías consumidas por la humanidad proviene de las numerosas especies de gramíneas que son utilizadas directamente en la alimentación, o bien, indirectamente como forrajes para los animales domésticos. En términos de la producción global, los 4 cultivos más importantes son gramíneas: caña de azúcar (Saccharum officinarum), trigo, arroz y maíz. La cebada y el sorgo están entre los primeros 12. Por otro lado, varias especies de gramíneas se utilizan en la industria.
- Plantas alimenticias. Se utiliza generalmente el cariopse o grano directamente como alimento o bien molido en forma de harina. Las especies utilizadas de este modo son los llamados cereales. El hombre ha cultivado cereales por al menos 10 000 años. Desde los comienzos de su domesticación, el trigo (Triticum aestivum), la cebada (Hordeum vulgare), y la avena (Avena sativa) en el Creciente fértil del Próximo Oriente, el sorgo (Sorghum bicolor) y el mijo (Cenchrus americanus) en África, el arroz (Oryza sativa) en el sudeste de Asia, y el maíz (Zea mays) en Mesoamérica han hecho posible el asentamiento de comunidades humanas y el desarrollo de civilizaciones. El trigo (en especial Triticum aestivum, el denominado trigo pan, una Pooideae), provee la quinta parte de las calorías consumidas por los humanos, y empezó a ser domesticado hace unos 10 000 años. La mayor parte de las formas domésticas son poliploides, y la plasticidad del genoma en conexión con la poliploidía está implicada en el éxito del cultivo de este cereal (Dubcovsky y Dvorak 2007[112]). El trigo duro (Triticum durum) se utiliza para elaborar fideos o pastas. El maíz (Zea mays, un miembro de Panicoideae) es un cereal con múltiples aplicaciones, desde su consumo directo como "choclo", el uso de su harina en la elaboración de muchos platos regionales e, incluso, bebidas alcohólicas, la utilización industrial de sus granos para la elaboración de aceite, jarabe de fructosa, y muchas otras aplicaciones, a las que se ha agregado últimamente la fabricación de biodiésel. El arroz (Oryza sativa, Ehrhartoideae) es, con toda probabilidad, la especie de mayor importancia global como alimento, dado la enorme cantidad de personas que lo consumen diariamente. La avena (Avena sativa, Pooideae), la cebada (Hordeum vulgare) y el centeno (Secale cereale) son otros tres cereales que se utilizan comúnmente como alimentos. Además de los cereales, algunas gramíneas como Phyllostachys edulis y Sinocalamus beecheyanus se utilizan como hortalizas en Asia.[4]
- Plantas forrajeras. Muchísimas especies de gramíneas son excelentes productoras de pasto para el ganado, tanto en pastizales naturales como en pasturas cultivadas. Así, se cultivan para este objetivo numerosas especies de pastos perennes, tanto en climas templados como en climas tropicales o subtropicales. Las especies forrajeras templadas producen pasto durante el otoño, el invierno y la primavera y las más populares son el raigrás perenne (Lolium perenne), la cebadilla criolla o bromo de los prados (Bromus unioloides), la festuca alta (Lolium arundinaceum), el agropiro alargado (Thinopyrum ponticum), el fleo (Phleum pratense) y el falaris bulboso Phalaris tuberosa). Las gramíneas cultivadas como forrajeras perennes provenientes de climas tropicales o subtropicales son de producción estival y entre ellas se destacan el pasto miel (Paspalum dilatatum), el pasto elefante (Panicum elephantypes), la grama rodes (Chloris gayana), el mijo perla (Cenchrus americanus), el pasto horqueta (Paspalum notatum) y el pasto llorón (Eragrostis curvula). Otras varias especies de forrajeras son anuales, por lo que se las utiliza para producir grandes cantidades de pasto (llamados verdeos) durante una época de producción determinada: el invierno o el verano. Entre las especies para verdeos invernales se hallan la avena (Avena fatua, Avena sativa), el centeno y la cebada forrajera (Hordeum vulgare). Para los verdeos estivales se utiliza el maíz y el sorgo forrajero (Sorghum sudanense). Además hay cereales que se utilizan para alimentar animales, como el mijo (Panicum miliaceum) y el alpiste (Phalaris arundinacea) para alimentar pájaros, o el maíz y el sorgo para alimentar vacas, cerdos y aves de corral.[4][113]

- Industriales. Los usos industriales de las gramíneas son tan variados como lo es la familia en sí misma. Existen especies perfumíferas, cuyos extractos son utilizados en la preparación de una numerosa cantidad de perfumes, tales como el pasto limón (Cymbopogon citratus, del cual se extrae una esencia llamada citronela) y el vetiver (Vetiveria zizanioides). Otras gramíneas, como por ejemplo la cebada cervecera (Hordeum vulgare), son utilizadas para la elaboración de malta, producto indispensable para la fabricación de cerveza, whisky, ginebra, gin y otras bebidas alcohólicas.[114] Otros granos de cereales se utilizan para elaborar bebidas alcohólicas por fermentación, como por ejemplo el sake (o nihonshu) a partir del arroz en Japón. La industria aceitera también utiliza granos de gramíneas (como por ejemplo maíz) para elaborar aceites comestibles. Algunos géneros poseen gran interés en cordelería, cestería y fabricación de calzados tradicionales, como las esparteñas. Tal es el caso del albardín (Lygeum spartum) y, sobre todo, de la atocha (Stipa tenacissima), ambas muy empleadas en España y norte de África para elaborar esparto, materia prima para la confección de todos esos elementos. Asimismo, también se utiliza a Sorghum technicum para fabricar escobas, a Epicampes microura y Aristida pallens para fabricar cepillos y a Stipa tenacissima para elaborar estropajos.[4]
- Gramíneas para césped: numerosas especies de los géneros Poa, Lolium, Festuca, Axonopus, Stenotaphrum y Paspalum se utilizan para formar céspedes en parques y jardines. Agrostis palustris, en particular, se utiliza para formar el "green" de las canchas de golf.[4]

- Gramíneas ornamentales. Hasta no hace muchos años las únicas gramíneas cultivadas en los jardines eran aquellas especies que conforman el césped. En la actualidad muchas gramíneas perennes de gran porte han incrementado su popularidad para ser utilizadas como elementos centrales en el diseño de parques y jardines. Esto no solamente se debe a sus características de longevidad, adaptación, rusticidad y bajo mantenimiento, sino también a sus valores ornamentales o cualidades estéticas particulares relacionados con el movimiento, la transparencia, la iluminación y los espectaculares cambios estacionales que protagonizan. Algunas de las especies que se utilizan como ornamentales son Alopecurus pratensis, Cortaderia selloana, Festuca glauca, Imperata cylindrica, Leymus condensatus, Miscanthus sinensis, Cenchrus setaceus y Phyllostachys aurea, entre muchas otras.[115]

- Malezas: existen numerosas especies de gramíneas que son malezas de diferentes cultivos, varias de ellas muy difíciles de erradicar o controlar, las que ocasionan grandes pérdidas de rendimiento todos los años por competencia con la especie cultivada, como por ejemplo el sorgo de alepo (Sorghum halepense), el gramón (Cynodon dactylon), el capín (Echinochloa crus-galli), el pasto cuaresma (Digitaria sanguinalis) y la braquiaria (Brachiaria extensa).[116] En una de las parábolas de Jesús se utiliza el ejemplo de la cizaña (Lolium temulentum), que es también un lugar común en el habla coloquial.

- Otros usos: las gramíneas también son utilizadas para el control de la erosión y como fijadoras de dunas. Ejemplos de especies empleadas para tal fin son Sporobolus arundinaceus, Panicum urvilleanum, Spartina ciliata, Poa lanuginosa, Ammophila arenaria y Elymus arenarius, entre muchas otras. Ciertos instrumentos musicales son fabricados con cañas de gramíneas, tal es el caso de la quena mediante el empleo de Arthrostylidium harmonicum. Otras especies se han venido utilizando durante siglos como plantas medicinales, en particular como diuréticos, como por ejemplo la grama de los boticarios Elymus repens y Cynodon dactylon. Los bambúes, finalmente, son económicamente importantes en muchas áreas tropicales por sus tallos jóvenes comestibles, por su fibra utilizada para fabricar papel, por su pulpa para el rayón, y sus gruesos tallos para la construcción.

## Zacate
Zacate es un americanismo que sirve para designar una gramínea que sirve como forraje para alimentar el ganado. También sirve para hacer adobes.

### Lecturas recomendadas
- Watson, L.; Dallwitz, M. J. «The Grass Genera of the World». Delta-Intkey (en inglés). Archivado desde el original el 7 de octubre de 2006. Consultado el 4 de noviembre de 2007.  (no posee descripción de la familia, solo de los géneros).